# Nahverkehr in Hannover
Der öffentliche  Nahverkehr in Hannover wird vor allem von der Stadtbahn der ÜSTRA, der S-Bahn Hannover der Transdev Hannover, den zahlreichen Buslinien der beiden Verkehrsunternehmen ÜSTRA und Regiobus Hannover, sowie den Regionalbahnlinien.
Der ÖPNV-Aufgabenträger ist die Region Hannover. Die Region Hannover hat sich mit den in der Region Hannover verkehrenden Verkehrsunternehmen zu dem Verkehrsverbund Großraum-Verkehr Hannover (GVH) zusammengeschlossen. Der aktuelle Nahverkehrsplan 2021 läuft bis Ende 2026.

## Schienenverkehr

### Regionalzüge
Der schienengebundene Regionalverkehr im Raum Hannover wird durch die DB Regio Nord, die Metronom Eisenbahngesellschaft (auch mit ihrer Marke enno), die erixx, Start und die Westfalenbahn durchgeführt.
| Linie | Linienverlauf | Betreiber     |
| ----- | --- | ------------- |
| RE1   | Hannover – Nienburg (Weser) – Verden (Aller) – Bremen – Oldenburg (Oldb) – Leer (Ostfriesl) – Emden – Norddeich Mole | DB Regio Nord |
| RE2   | Uelzen – Celle – Hannover – Sarstedt – Kreiensen – Göttingen                                                         | metronom      |
| RE3   | Hamburg – Lüneburg – Uelzen – Celle – Hannover                                                                       | metronom      |
| RE8   | Bremerhaven-Lehe – Bremerhaven – Osterholz-Scharmbeck – Bremen – Verden (Aller) – Nienburg (Weser) – Hannover        | DB Regio Nord |
| RE10  | Bad Harzburg – Goslar – Salzgitter-Ringelheim – Hildesheim – Sarstedt – Hannover                                     | erixx         |
| RE30  | Hannover – Lehrte – Gifhorn – Wolfsburg                                                                              | enno          |
| RE60  | Braunschweig – Peine – Hannover – Minden (Westf) – Melle – Osnabrück – Rheine                                        | Westfalenbahn |
| RE70  | Braunschweig – Peine – Hannover – Minden (Westf) – Herford – Bielefeld                                               | Westfalenbahn |
| RB38  | (Hamburg-Harburg) – Buchholz (Nordheide) – Soltau – Walsrode – Hannover                                              | Start         |

DB Regio Nord fährt auf den Linien RE1 und RE8.
Seit dem 14. Dezember 2014 verkehrt die Linie RE10 stündlich von erixx mit LINT 54-Zügen.
Seit dem 13. Dezember 2015 betreibt die Metronom Eisenbahngesellschaft unter der Marke enno die RE30 mit Triebzügen vom Typ Alstom Coradia Continental.
Seit Dezember 2015 betreibt die Westfalenbahn die Linien RE60 und RE70 mit doppelstöckigen Kiss-Triebzügen.
Seit 12. Dezember 2021 wird die RB38 von der DB-Tochtergesellschaft Regionalverkehre Start Deutschland betrieben, dabei kommen weiter die bisherigen LINT 41 aus dem LNVG-Fahrzeugpool zum Einsatz.
Die Metronom Eisenbahngesellschaft betreibt die Linie RE2 Göttingen–Hannover–Uelzen.

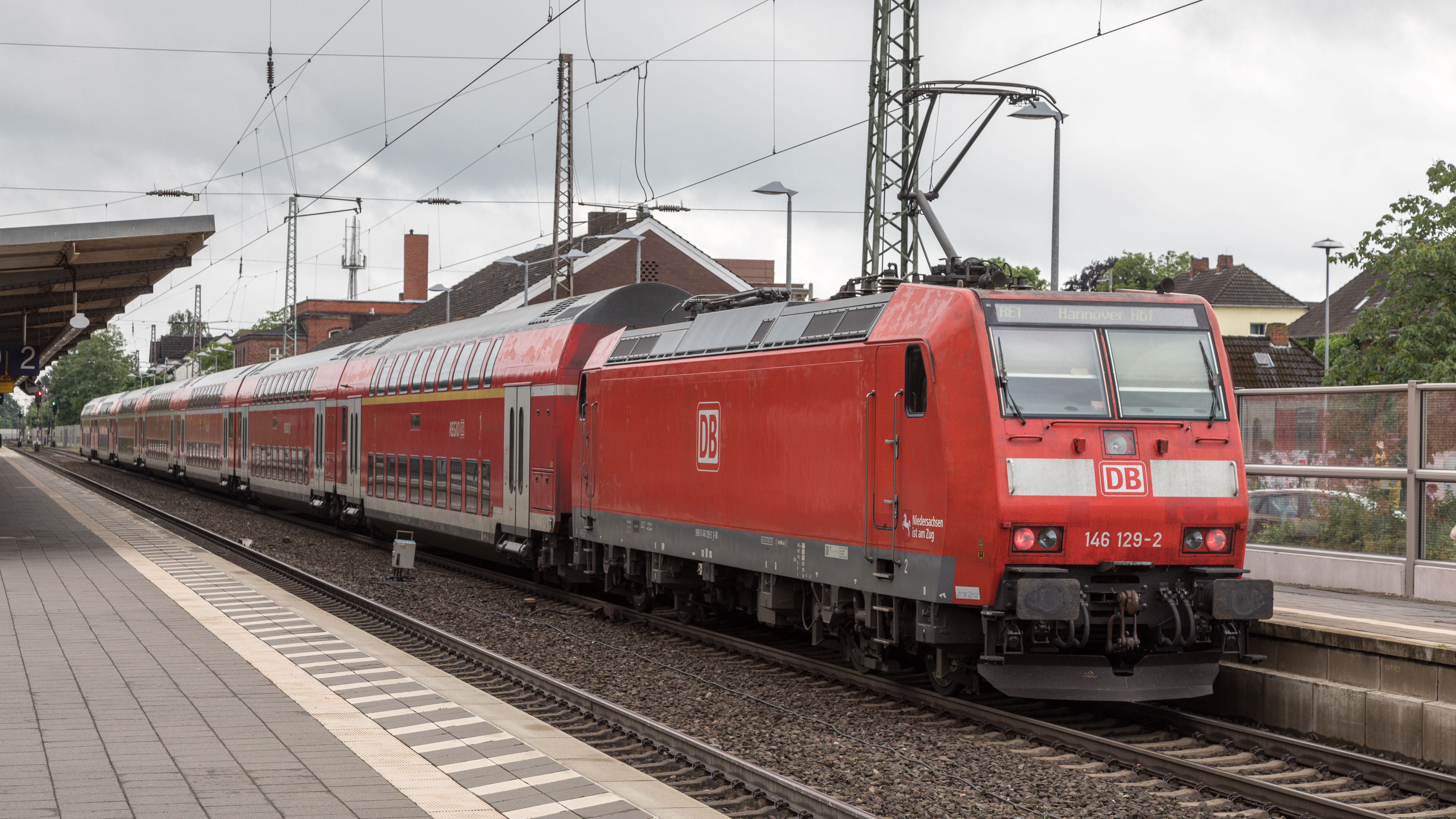
Baureihe 146 mit Doppelstockwagen (DB Regio Nord)
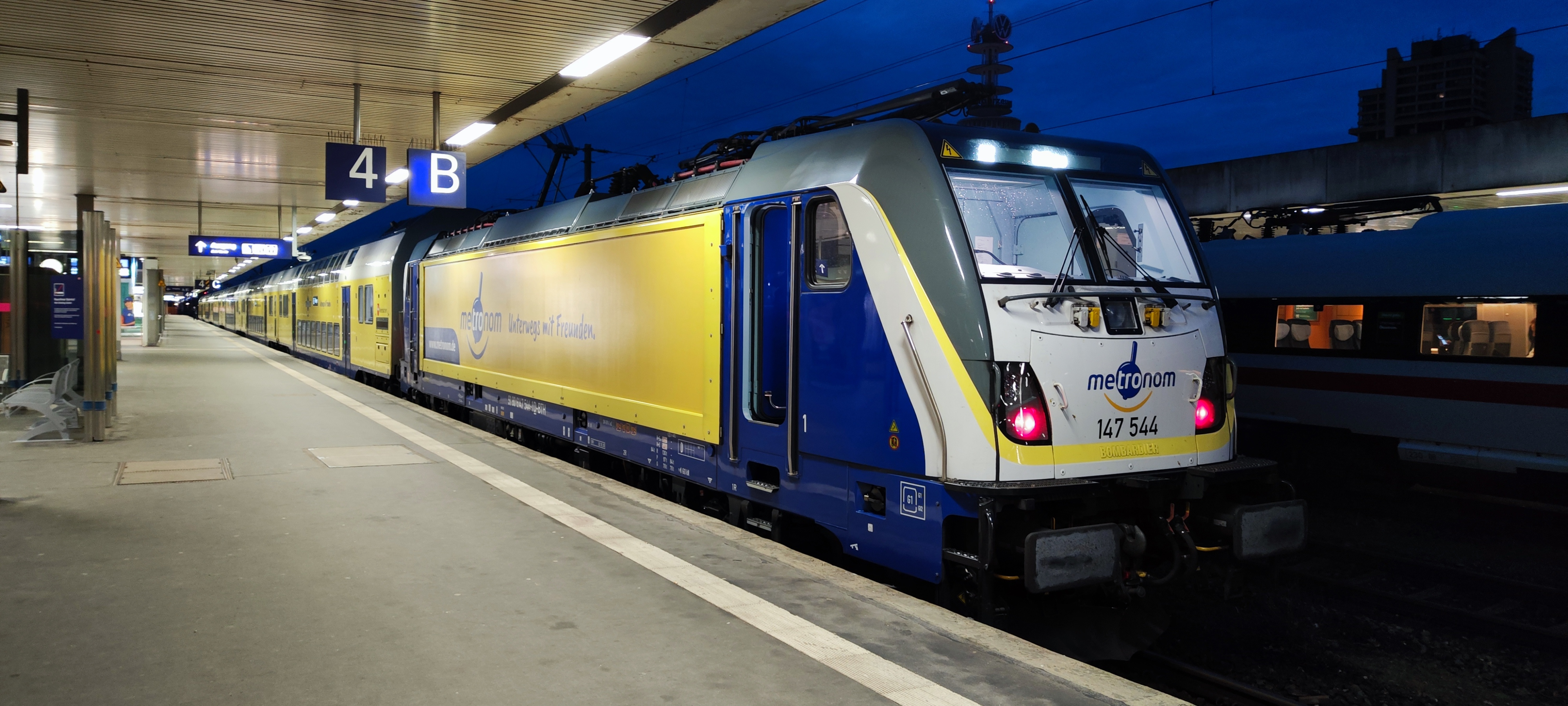
Baureihe 147 mit Doppelstockwagen (metronom)
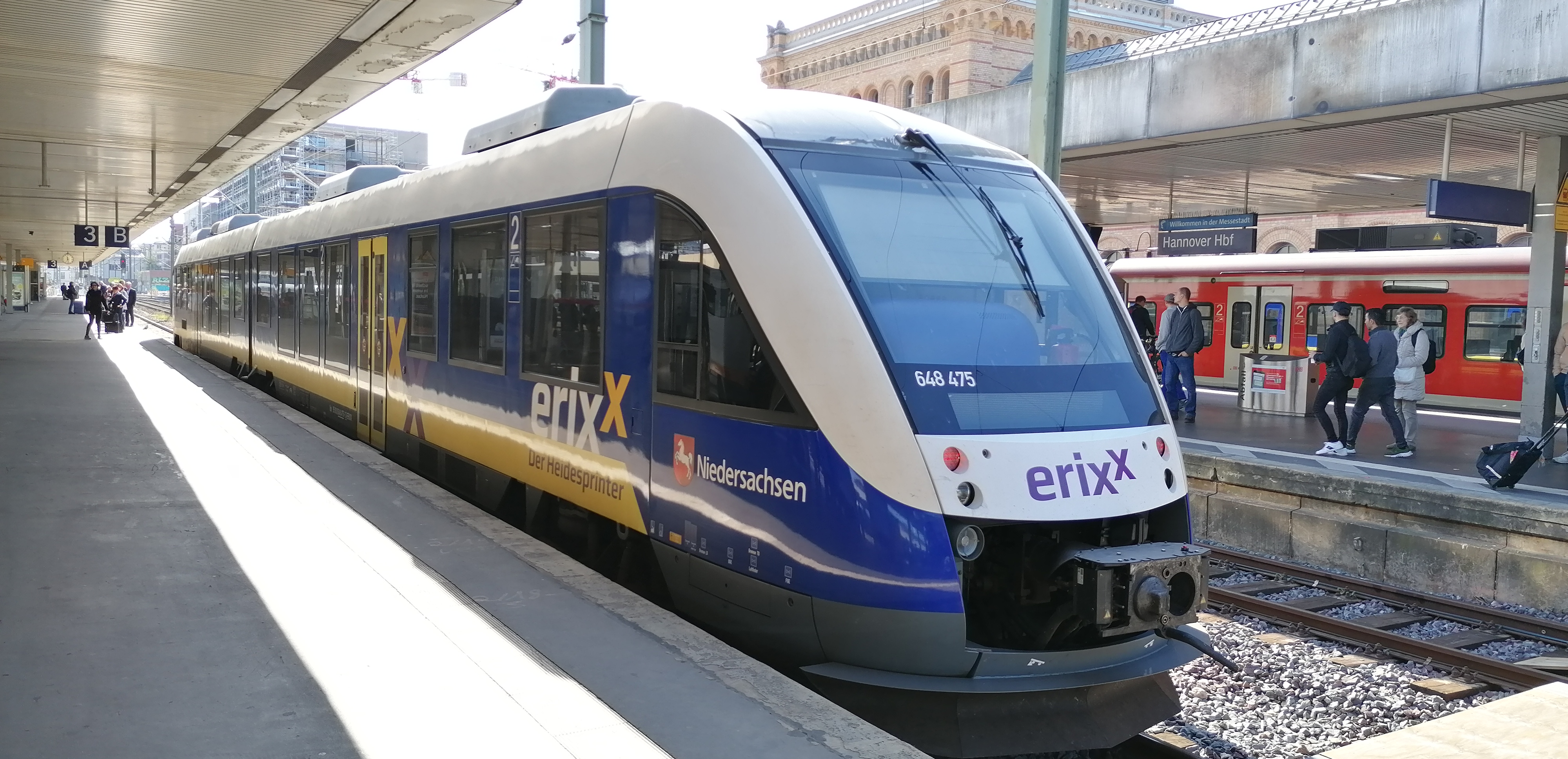
LINT 41 (erixx)
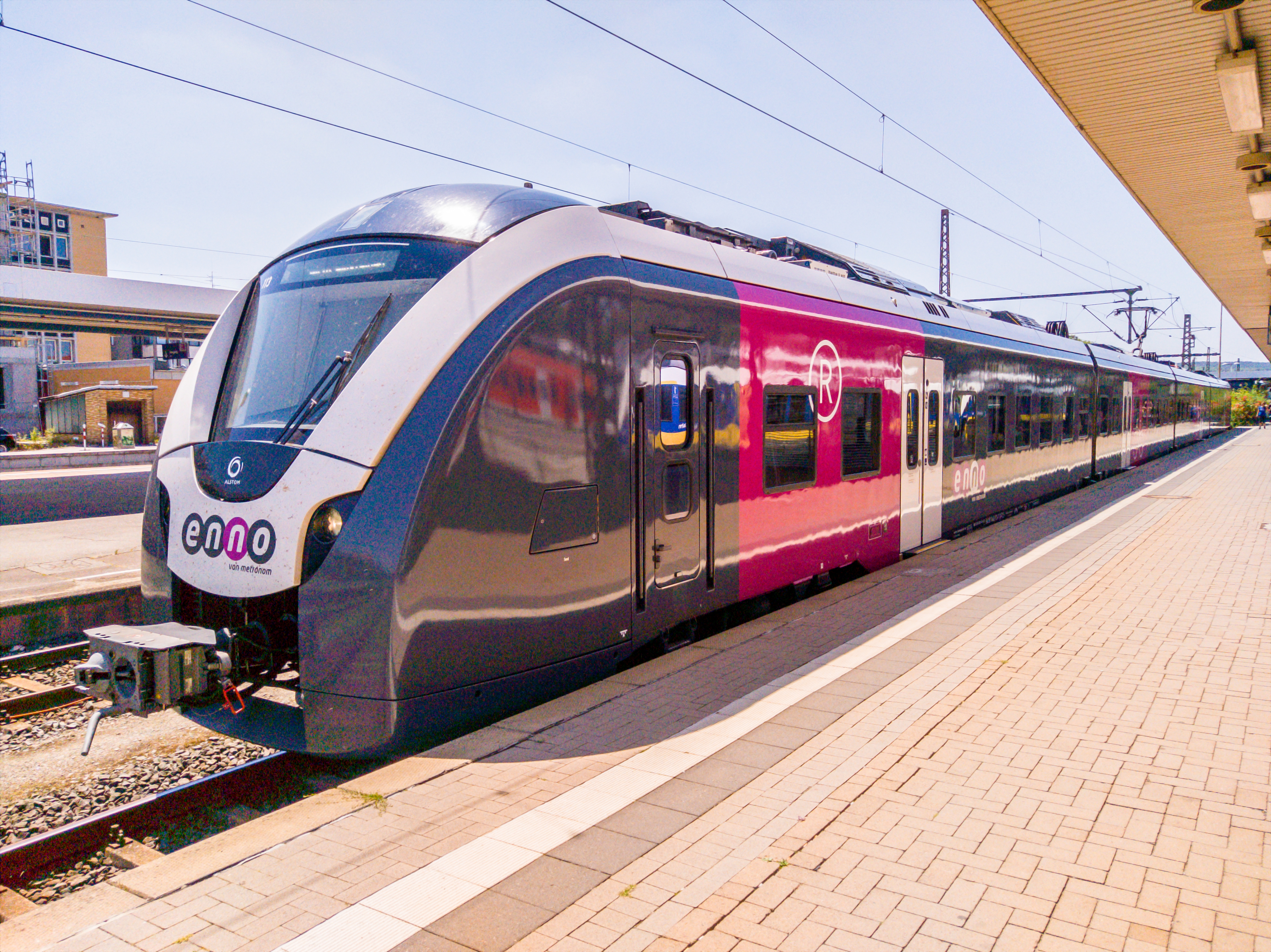
Alstom Coradia Continental (enno)
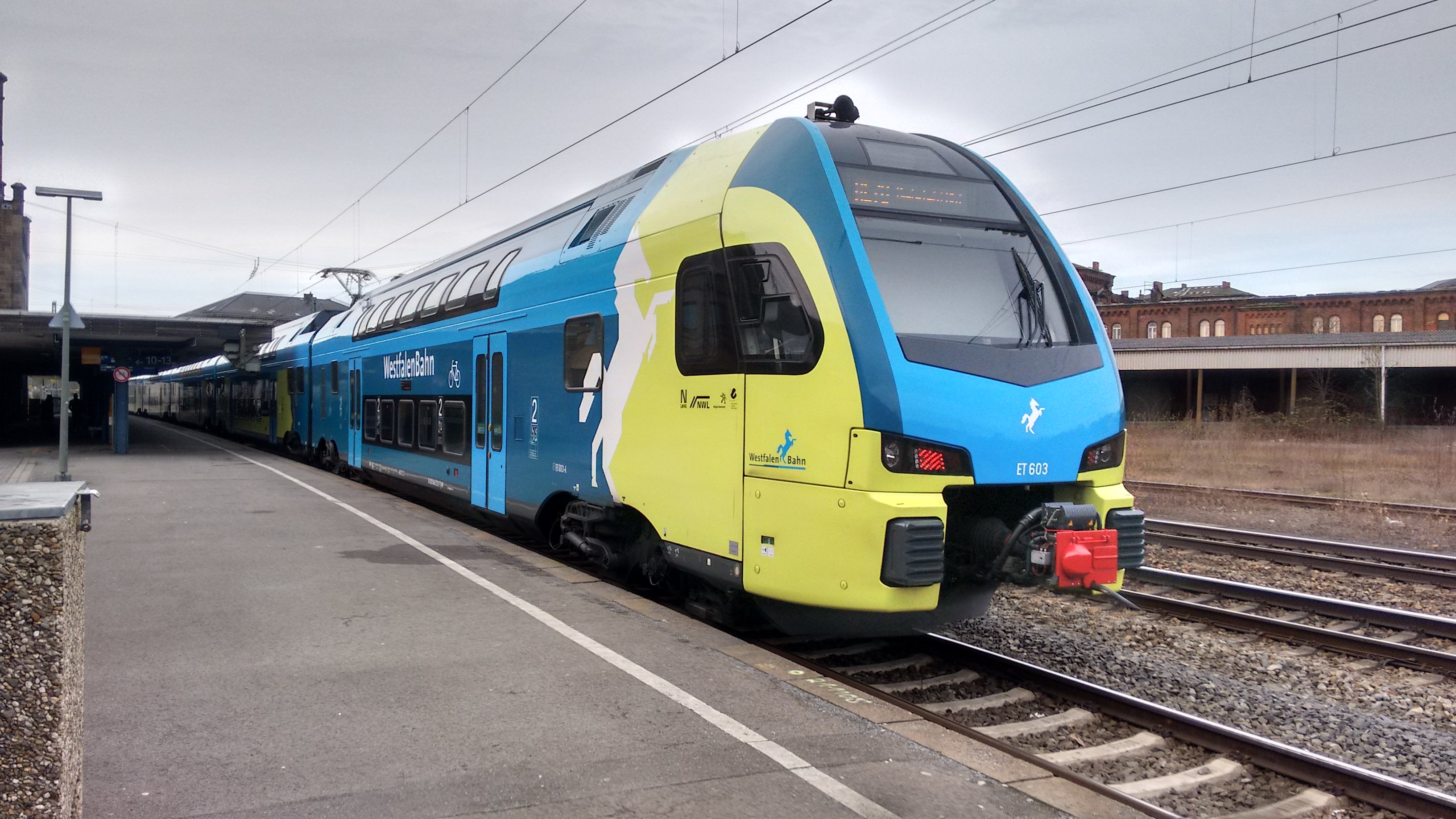
Stadler Kiss (Westfalenbahn)
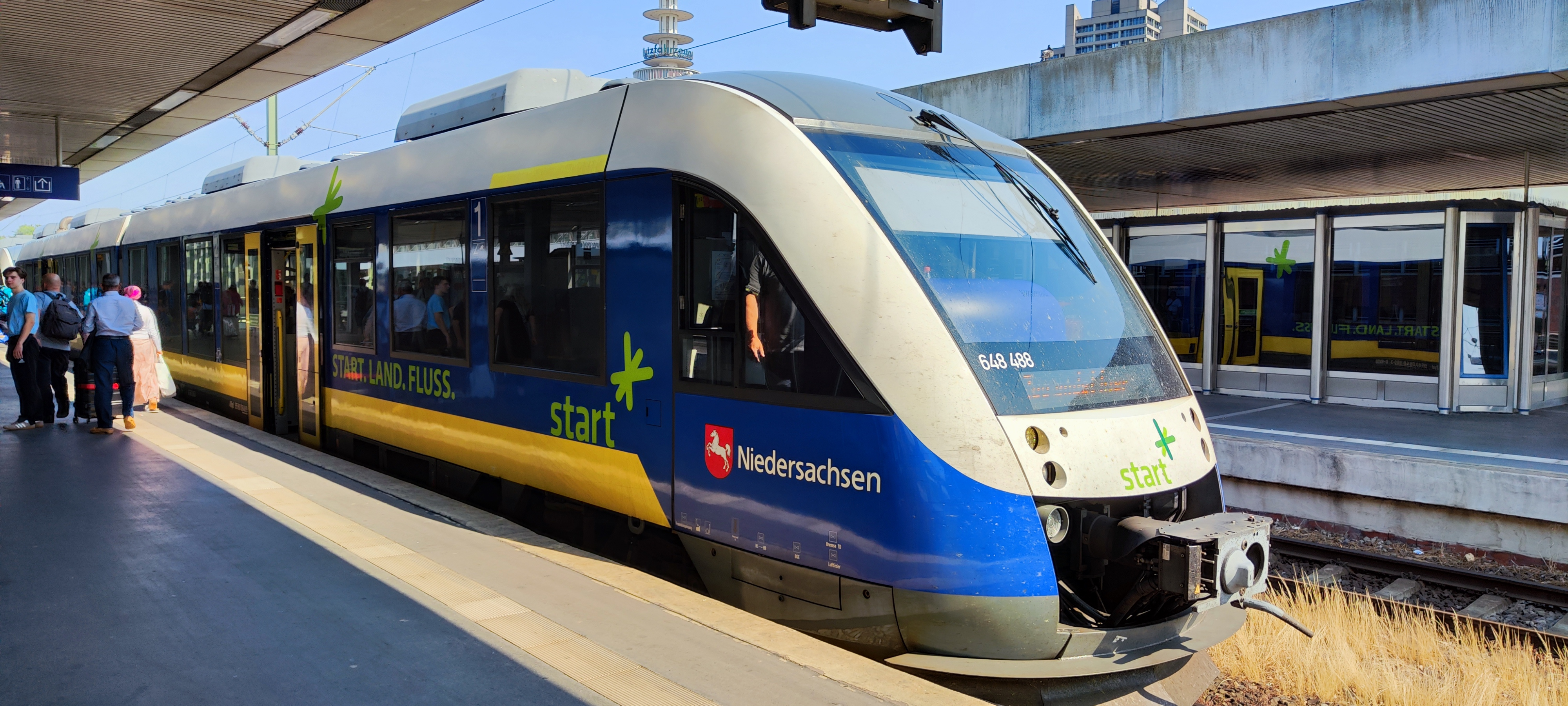
LINT 41 (Start)

### S-Bahn

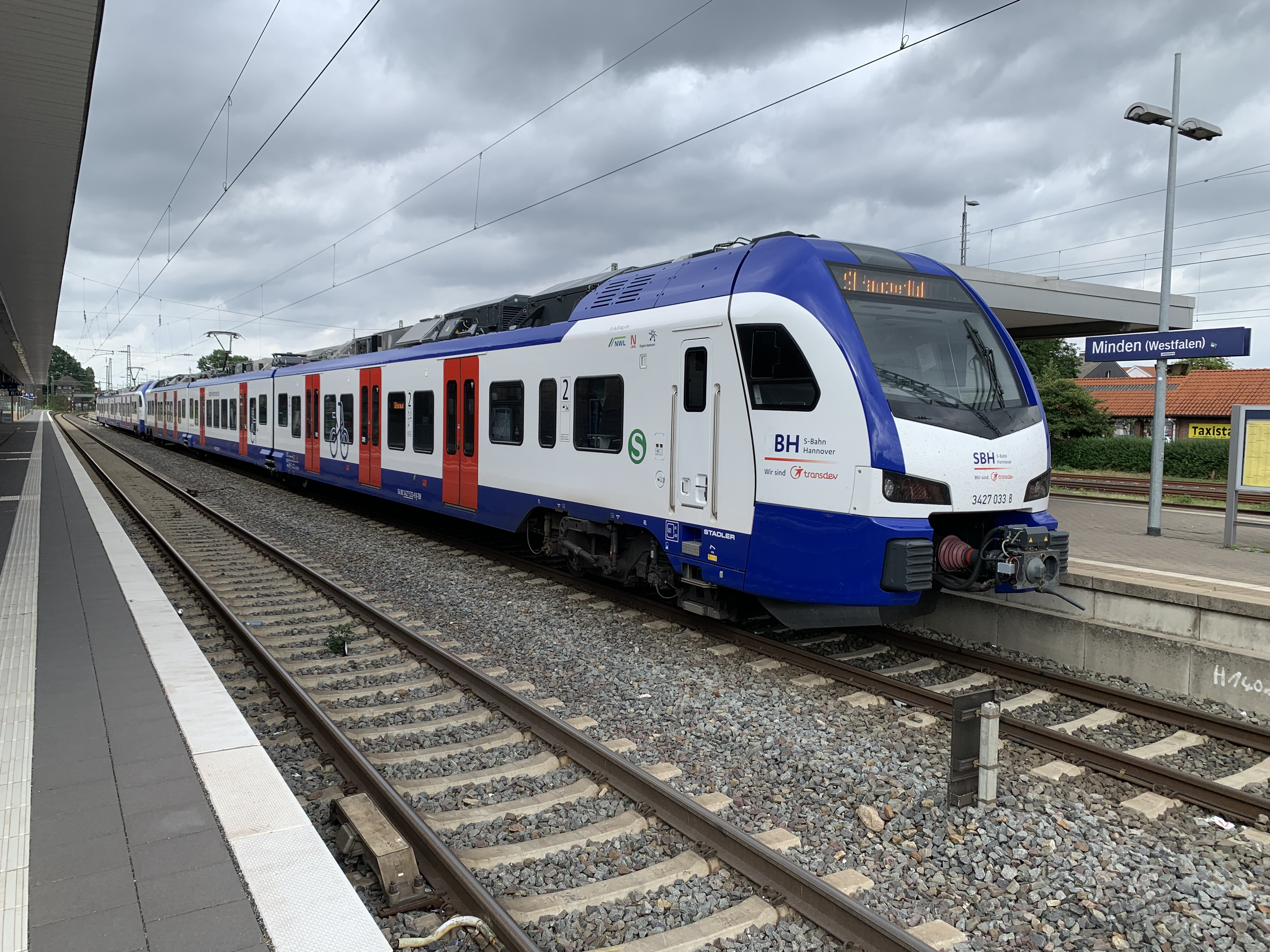
S-Bahn Hannover

Die S-Bahn wurde im Zusammenhang mit der Expo 2000 eingeführt. Nach mehreren Erweiterungen besteht das Netz seit Dezember 2013 im Regelbetrieb aus sieben Linien, außerdem gibt es zwei Sprinterlinien und eine Veranstaltungslinie. Das Netz umfasst neben der Region Hannover weitere Bereiche und reicht mit der Linie S 5 bis weit nach Nordrhein-Westfalen hinein (Endpunkt Paderborn). Im Bereich des Großraum-Verkehr Hannover besteht ein durchgehender Verbundtarif, für Fahrten darüber hinaus gelten andere Tarife. Außerhalb des Kernbereichs ist der Unterschied zur Regionalbahn gering, da Halteabstände und Taktfrequenz ähnlich sind. 

#### Linien
Die Linien verkehren in der Regel im 60-Minuten-Takt. Lediglich bei den Linien S 4 und S 5 wird die Taktfolge jeweils auf einer Teilstrecke auf einen 30-Minuten-Takt verkürzt. Auf mehreren Strecken im Kernbereich des Netzes besteht ein 30-Minuten-Takt durch die Überlagerung von jeweils zwei Linien.
Die S-Bahn wurde bis 2021/2022 von DB-Regio betrieben. Diese setzte elektrische Triebwagen der Baureihen 424 und 425 ein. Seit 12. Dezember werden die Linien S3, S6 und S7 von Transdev Hannover betrieben. Sie setzen neue Triebwagen vom Typ Stadler Flirt XL ein. Ab 12. Juni 2022 betreibt Transdev auch die anderen S-Bahn-Linien. Dabei werden auch 13 von DB-Regio übernommene und modernisierte Triebwagen der Baureihe 425 eingesetzt.
| Linie | Linienverlauf                                                                           | Bemerkungen                                                                                       |
| --- | --------------------------------------------------------------------------------------- | ------------------------------------------------------------------------------------------------- |
| S 1 | Minden – Haste – Wunstorf – Hannover – Weetzen – Barsinghausen – Haste                  | Zugnummernwechsel in Hannover Hbf Mit S 2 30-Min.-Takt Wunstorf–Haste                             |
| S 2 | Nienburg – Neustadt – Wunstorf – Hannover – Weetzen – Barsinghausen – Haste             | Mit S 1 30-Min.-Takt Wunstorf–Haste; sonntags nur Nienburg–Hannover                               |
| S 21 | Hannover – Weetzen – Barsinghausen                                                      | HVZ-Sprinterlinie (hält nur an wenigen Stationen)                                                 |
| S 3 | Hildesheim – Sehnde – Lehrte – Hannover                                                 | Mit S 7 30-Min.-Takt Lehrte–Hannover Lehrte–Hildesheim 30-Min.-Takt in der HVZ                    |
| S 4 | (Hildesheim – Sarstedt – Hannover Messe/Laatzen –) Hannover – Langenhagen – Bennemühlen | 30-Min.-Takt Hannover–Bennemühlen                                                                 |
| S 5 | (Paderborn –) Hameln – Springe – Weetzen – Hannover – Langenhagen – Hannover Flughafen  | Hält nicht in Ronnenberg, Empelde, H-Bornum; 30-Min.-Takt Hameln–H-Flughafen                      |
| S 51 | Hameln – Springe – Hannover – Seelze                                                    | HVZ-Sprinterlinie (hält nur an wenigen Stationen)                                                 |
| S 6 | Celle – Ehlershausen – Burgdorf – Hannover                                              | Hält nicht in H-Kleefeld, H-Anderten/Misburg, Ahlten                                              |
| S 7 | Celle – Ehlershausen – Burgdorf – Lehrte – Hannover                                     | Mit S 3 30-Min.-Takt zwischen Lehrte und Hannover; Mit S 6 30-Min.-Takt zwischen Celle und Aligse |
| S 8 | Hannover Flughafen – Langenhagen – Hannover – Hannover Messe/Laatzen                    | Bedarfslinie                                                                                      |
| Erläuterung: kursiv: Station außerhalb des GVH, (in Klammern): Streckenabschnitt wird nicht von allen Zügen bedient |                                                                                         |                                                                                                   |
| Stand: 12. Dezember 2021                                                                                            |                                                                                         |                                                                                                   |

#### Stationen

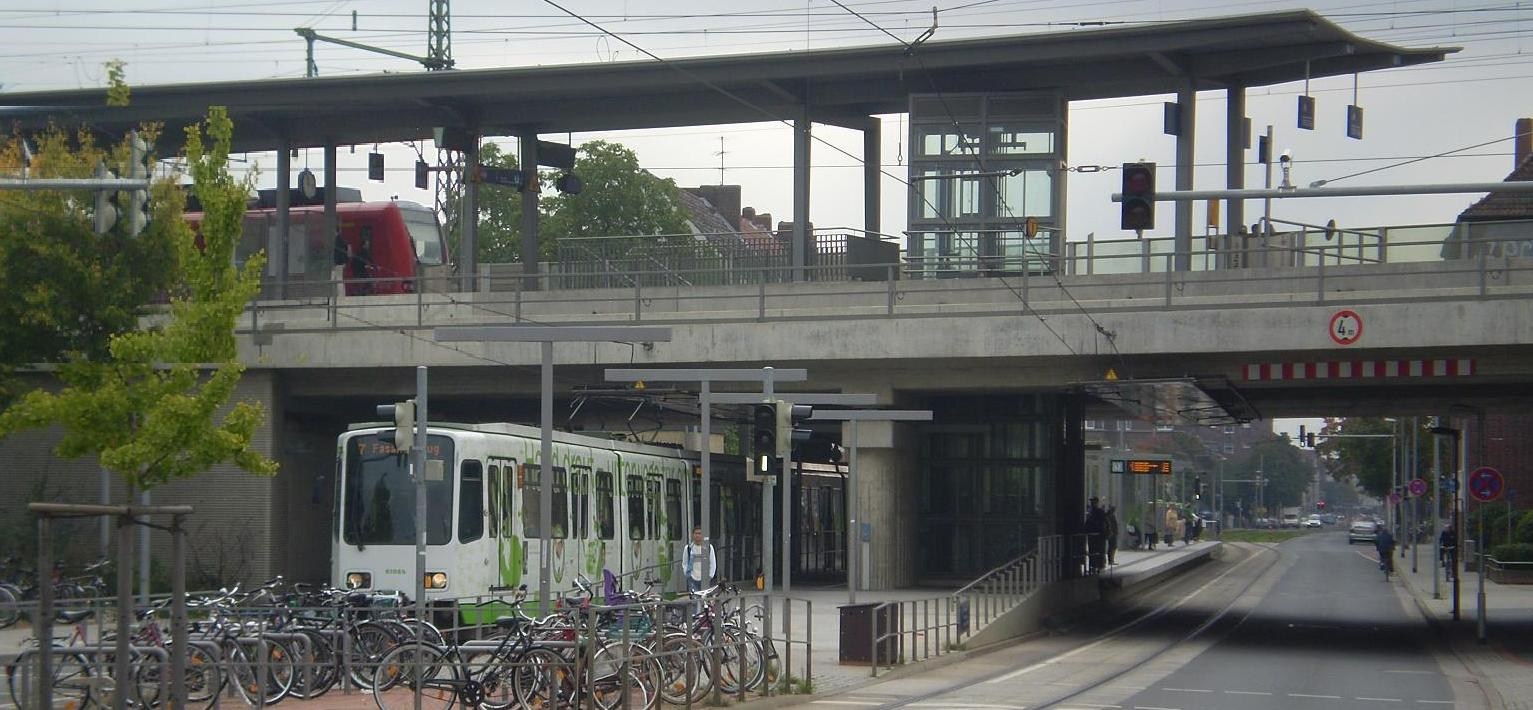
H-Linden/Fischerhof:
Stadtbahn unten, S-Bahn oben

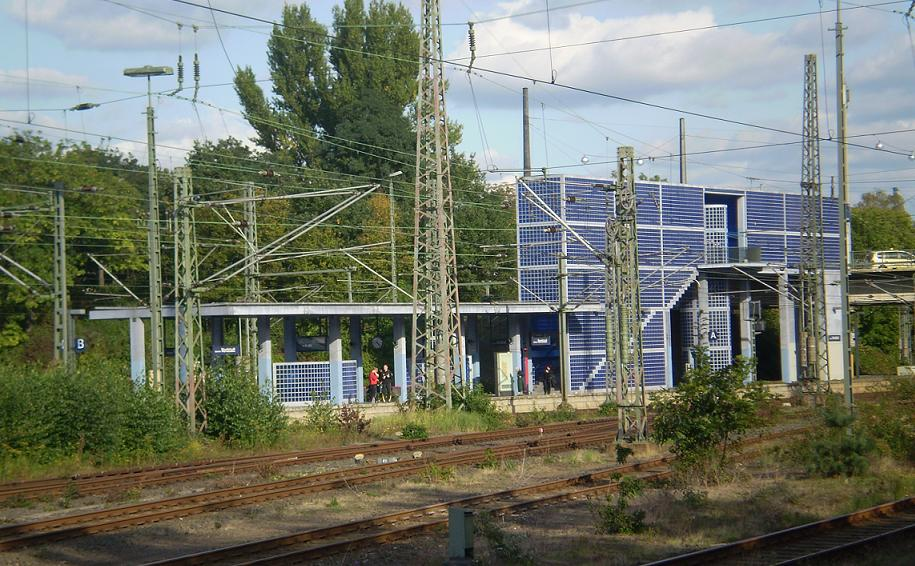
H-Nordstadt:
S-Bahn unten, Stadtbahn oben

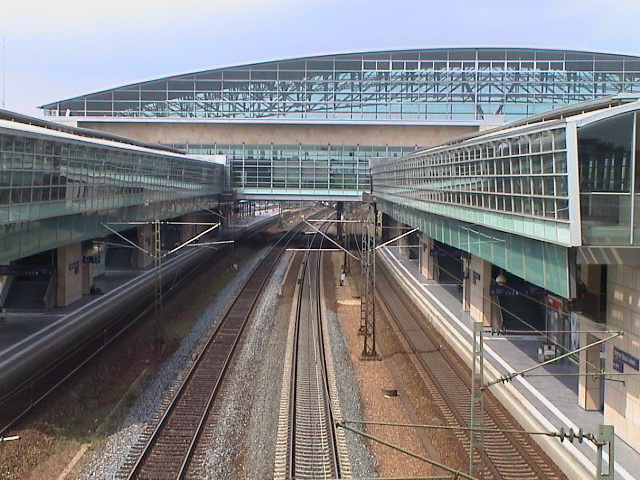
H-Messe/Laatzen:
Einzige S-Bahn-Station mit zeitweiligem Fernverkehr

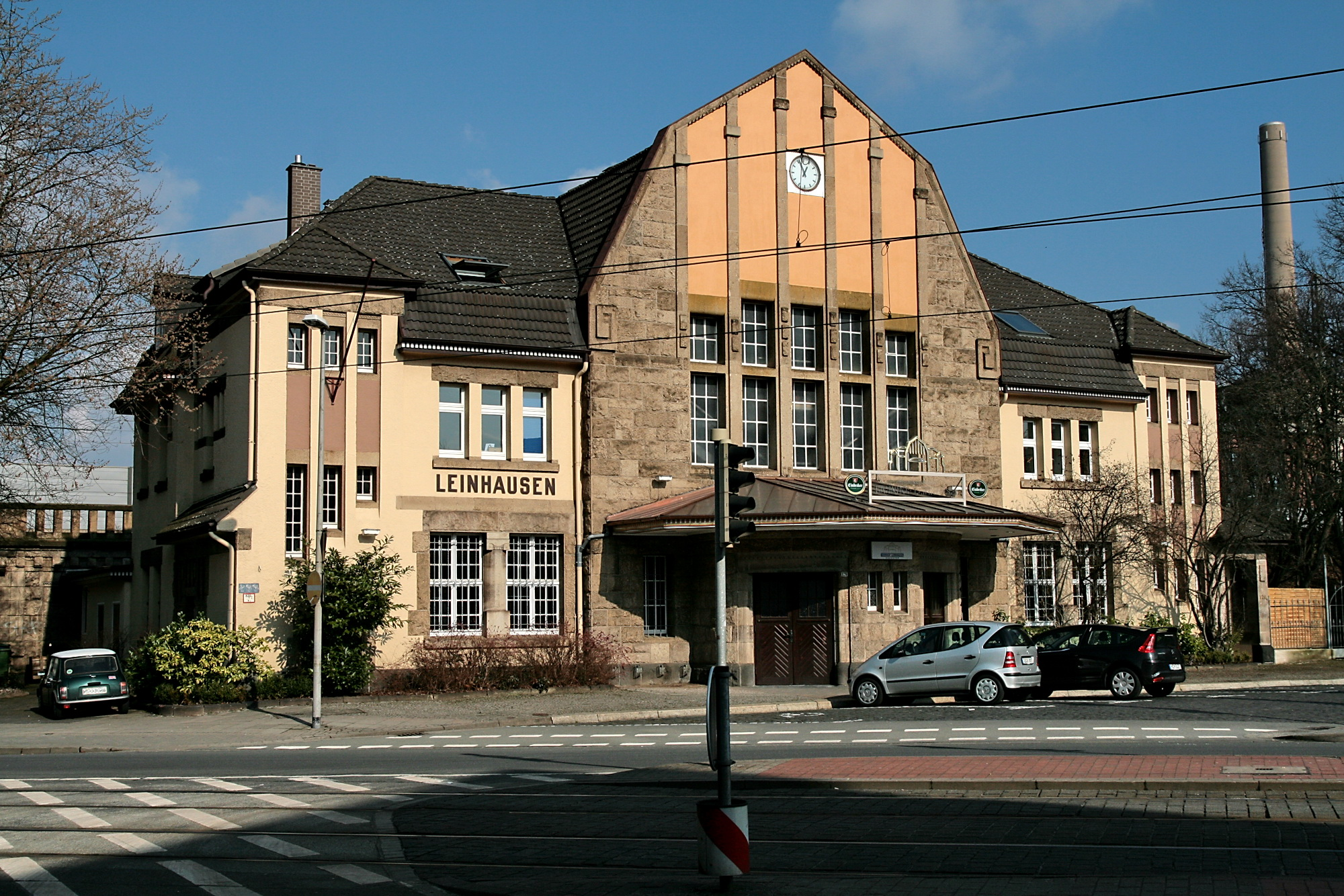
H-Leinhausen:
Das alte Bahnhofsgebäude dient nur noch gastronomischen Zwecken.

Neben dem Hauptbahnhof gibt es im Stadtbereich Hannover zehn S-Bahn-Stationen, die zu einem großen Teil aus den früheren Vorortbahnhöfen entstanden sind. An ihnen halten heute ausschließlich S-Bahnen. Im auf Laatzener Gebiet liegenden Bahnhof Hannover Messe/Laatzen halten bei großen Messen auch Fern- und Regionalzüge. Der Bahnhof Hannover Flughafen in Langenhagen liegt als einzige Station in einem Tunnel. Es handelt sich um einen zweigleisigen Kopfbahnhof, der an eine eingleisige Strecke anschließt.
Einige frühere Vorortbahnhöfe wurden aufgegeben und durch in der Nähe liegende S-Bahn-Stationen ersetzt: Hannover-Herrenhausen durch Hannover-Ledeburg, Hannover-Wülfel durch Hannover Messe/Laatzen, Hannover-Hainholz durch Hannover-Nordstadt. Auch der alte Bahnsteig des Bahnhofes Hannover-Linden wurde aufgegeben und durch die heutige S-Bahn-Station H-Linden/Fischerhof ersetzt. In H-Anderten-Misburg halten die S-Bahnen an neuen Gleisen, das alte Empfangsgebäude wird nicht mehr zu Bahnzwecken genutzt; gleiches trifft auf die historischen Gebäude in den Bahnhöfen Hannover-Leinhausen und Hannover Bismarckstraße zu.
Die Region Hannover ist bemüht, S-Bahn und Stadtbahn so gut wie möglich miteinander zu verbinden. So entstanden die kombinierten Stationen Karl-Wiechert-Allee, Nordstadt und Linden/Fischerhof. Außerhalb von Hannover besteht am Bahnhof Hannover Messe/Laatzen und am Bahnhof Rethen eine Übergangsmöglichkeit zwischen S-Bahn und Stadtbahn.
Weitere S-Bahn-Stationen sind am Döhrener Turm und am Braunschweiger Platz geplant, wo Umsteigemöglichkeiten zu den bestehenden Stadtbahnstationen hergestellt werden sollen.
| Bahnhof                      | S-Bahn-Linien      | Haltestelle                     | Stadtbahnlinien | Buslinien               |
| ---------------------------- | ------------------ | ------------------------------- | --------------- | ----------------------- |
| Hannover Hbf                 | 1 – 7, 21, 51      | Hauptbahnhof                    | 1 2 3 7 8 9 13  |                         |
| Hannover Hbf                 | 1 – 7, 21, 51      | Hauptbahnhof/ZOB                | 10 17           | 121, 300, 500, 700, 900 |
| Hannover Hbf                 | 1 – 7, 21, 51      | Hauptbahnhof/Rosenstraße        | 10 17           | 128, 134, 300, 500, 700 |
| Hannover Hbf                 | 1 – 7, 21, 51      | Hauptbahnhof/Ernst-August-Platz |                 | 121, 128, 134, 900      |
| (H-Braunschweiger Platz)     |                    | Braunschweiger Platz            | 4 5 6 11        | 128, 134                |
| H Bismarckstraße             | 1, 2, 4, 5, 21, 51 | Bahnhof Bismarckstraße          |                 | 121, 128, 134, 373, 800 |
| (H-Waldhausen)               |                    | Döhrener Turm                   | 1 2 8           |                         |
| H–Linden/Fischerhof          | 1, 2, 5, 21, 51    | Bahnhof Linden/Fischerhof       | 3 7 13 17       | 100, 200                |
| H–Messe/Laatzen              | 4                  | Laatzen/Eichstraße (200 m)      | 1 2             | 340, 341                |
| H–Messe/Laatzen              | 4                  | Laatzen/Birkenstraße (300 m)    | 1 2             |                         |
| H–Messe/Laatzen              | 4                  | Laatzen/Münchener Straße        |                 | 124                     |
| H–Messe/Laatzen              | 4                  | Bahnhof Hannover-Messe/Laatzen  |                 | 340, 341                |
| Rethen (Leine)               | 4                  | Rethen/Bahnhof                  | 1 2             | 340, 341                |
| H–Vinnhorst                  | 4, 5               | Bahnhof Vinnhorst               |                 | 470                     |
| H–Ledeburg                   | 4, 5               | Bahnhof Ledeburg                |                 | 135, 136                |
| H-Flughafen                  | 5                  | Langenhagen/Flughafen           |                 | 470                     |
| H–Leinhausen                 | 1, 2               | Bahnhof Leinhausen              | 4 5             |                         |
| H-Nordstadt                  | 1, 2, 4, 5         | Bahnhof Nordstadt               | 6               | 121                     |
| H–Kleefeld                   | 3, 7               | Bahnhof Kleefeld                |                 | 127, 137                |
| H–Kleefeld                   | 3, 7               | Uhlhornstraße (250 m)           | 4 5             |                         |
| H Karl-Wiechert-Allee        | 3, 6, 7            | Bahnhof Karl-Wiechert-Allee     | 4               | 123, 124                |
| H Anderten-Misburg           | 3, 7               | Bahnhof Anderten-Misburg        |                 | 125                     |
| H–Bornum                     | 1, 2               | Im Dorfe (250 m)                |                 | 581                     |
| (kursiv): Station in Planung |                    |                                 |                 |                         |

### Stadtbahn

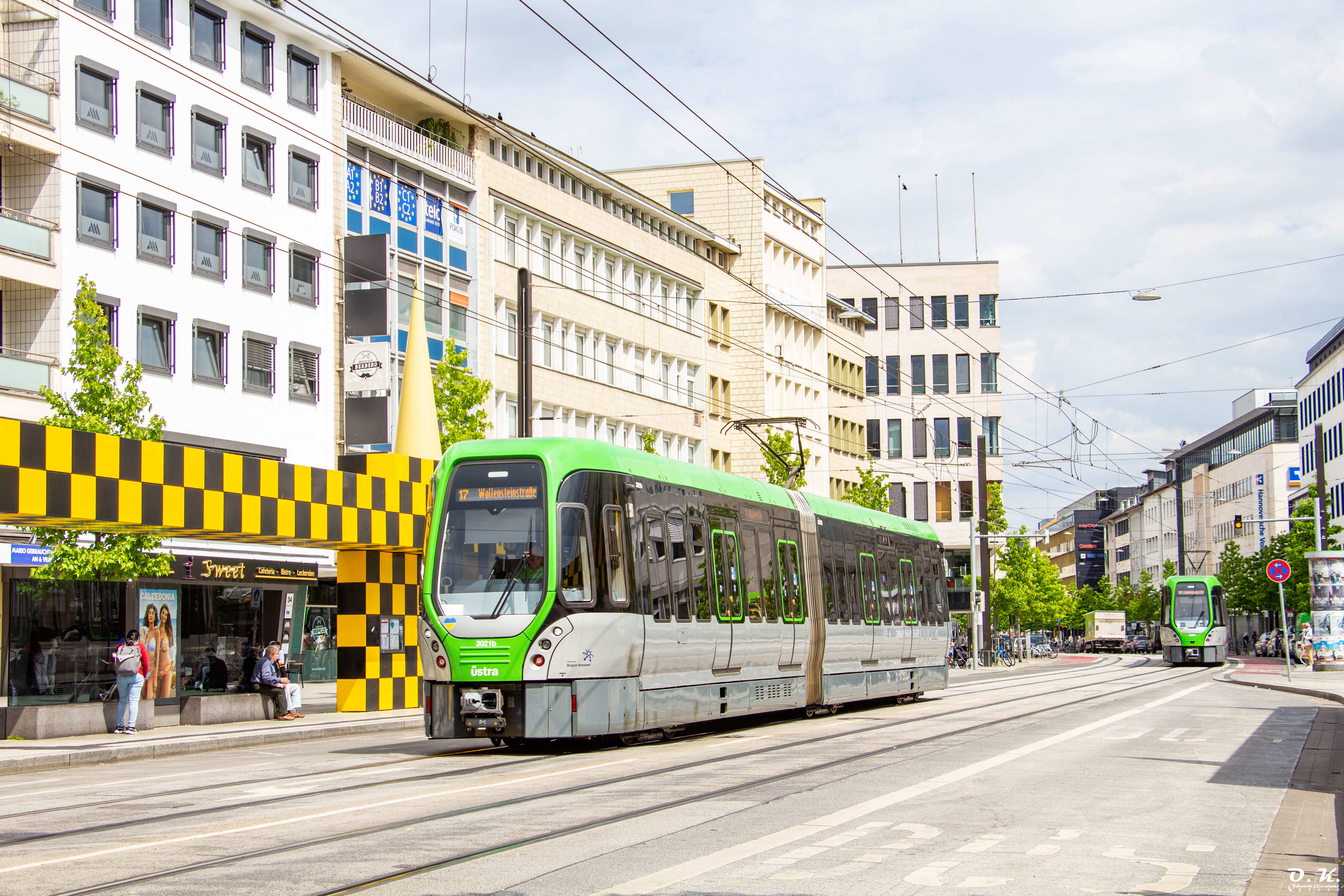
TW 3000

Die ÜSTRA betreibt auf dem Stadtbahnnetz 13 Stadtbahnlinien und eine Linie im Nachtsternverkehr. Das normalspurige Gleisnetz hatte 2021 eine Streckenlänge von 122 Kilometern, davon verlaufen 19 Kilometer im Tunnel (15 %), 88 Kilometer oberirdisch auf eigenem Bahnkörper (69 %) und 20 Kilometer ohne bauliche Trennung vom übrigen Straßenverkehr (16 %). Von den 201 Haltestellen (Ende 2023) sind 19 U-Bahn-Stationen (davon eine in einem Einschnitt), weitere 156 sind mit Hochbahnsteigen ausgestattet. Rückgrat der Stadtbahn ist das aus drei Strecken bestehende innerstädtische Tunnelnetz. Die U-Bahn-Station Kröpcke ist die wichtigste Station und der zentrale Knotenpunkt des Netzes, an dem sich alle drei Tunnelstrecken kreuzen.
Die Linien 10 und 17 befahren keine Tunnelstrecken, sondern verkehren oberirdisch in die Innenstadt auf überwiegend straßenbündigem Bahnkörper. Die Zukunft dieser vor dem Hauptbahnhof vorbeigeführten Strecke wurde lange diskutiert. Die Region Hannover hat sich gegen die Verwirklichung des ursprünglich geplanten vierten Innenstadttunnels entschieden. 2016/17 wurde die Strecke saniert und umgebaut. Der Abschnitt vom Hauptbahnhof zum Aegidientorplatz wurde stillgelegt und durch eine Neubaustrecke zum Raschplatz ersetzt.
Die Züge verkehren tagsüber überwiegend im 10-Minuten-Takt. Abends ab etwa 20 Uhr und Samstagvormittag und Sonntag wird im 15-Minuten-Takt gefahren, in der Schwachverkehrszeit ab etwa 23 Uhr bis Betriebsschluss gegen 0.30 Uhr im 30-Minuten-Takt. In den Nächten von Freitag auf Samstag und von Samstag auf Sonntag wird ein Nachtsternverkehr (NStV) mit stündlichen Fahrten angeboten. Dabei fahren die in Zentrumsnähe auf gemeinsamer Strecke verkehrenden Linien um eine halbe Stunde versetzt, so dass auf den wichtigsten Streckenabschnitten ein 30-Minuten-Takt entsteht. Alle Linien eines Taktes treffen sich am Kröpcke und haben dort planmäßig 5 Minuten Aufenthalt, so dass an dieser zentralen Station ohne Wartezeit zwischen ihnen umgestiegen werden kann.
In der Spätverkehrszeit verkehren die Linien 2 und 8 im Y-Verkehr. Dabei wird ein Zwei-Wagen-Zug an einer Haltestelle getrennt (hier Peiner Straße), um mit den Einzelwagen verschiedene Streckenäste zu bedienen. Die beiden Triebwagen befahren die Strecken nach Messe/Nord und Gleidingen und werden in der Gegenrichtung (hier Haltestelle Bothmerstraße) wieder zu einem gemeinsamen Zug in Richtung Alte Heide vereint.
Den Grundstrecken werden verschiedene Kennfarben zugeordnet, die in Liniennetzplänen und in den Haltestellen verwendet werden: A-Strecke B-Strecke C-Strecke D-Strecke
| Linie                    | Linienverlauf | Bemerkungen |
| ------------------------ | --- | --- |
| 1                        | Langenhagen – Langenhagen/Kurt-Schumacher-Allee – Langenhagen/Zentrum – Langenhagen/Langenforther Platz – Langenhagen/Angerstraße – Berliner Platz – Wiesenau – Alter Flughafen – Kabelkamp – Windausstraße – Büttnerstraße – Niedersachsenring – Dragonerstraße – Vahrenwalder Platz – Werderstraße – Hauptbahnhof – Kröpcke – Aegidientorplatz – Schlägerstraße – Geibelstraße – Altenbekener Damm – Döhrener Turm – Fiedelerstraße – Peiner Straße – Bothmerstraße – Wiehbergstraße – Am Brabrinke – Laatzen/Birkenstraße – Laatzen/Eichstraße – Laatzen/Park der Sinne – Laatzen/Zentrum – Laatzen (– Laatzen/Rethener Winkel – Rethen/Pattenser Straße – Rethen/Bahnhof – Rethen/Galgenbergweg – Gleidingen – Gleidingen/Thorstraße – Gleidingen/Am Leinkamp – Heisede/Marienburger Straße – Heisede/Langer Kamp – Sarstedt/Am Boksberg – Sarstedt/Röntgenstraße – Sarstedt) | Laatzen ↔ Sarstedt nur jeder zweite Zug |
| 2                        | Alte Heide – Bahnstrift – Tempelhofweg – Zehlendorfweg – Papenwinkel – Vahrenheider Markt – Reiterstadion – Großer Kolonnenweg – Büttnerstraße – Niedersachsenring – Dragonerstraße – Vahrenwalder Platz – Werderstraße – Hauptbahnhof – Kröpcke – Aegidientorplatz – Schlägerstraße – Geibelstraße – Altenbekener Damm – Döhrener Turm – Fiedelerstraße – Peiner Straße (– Bothmerstraße – Wiehbergstraße – Am Brabrinke – Laatzen/Birkenstraße – Laatzen/Eichstraße – Laatzen/aquaLaatzium – Laatzen/Krankenhaus – Laatzen/Neuer Schlag – Laatzen/Ginsterweg – Rethen/Steinfeld – Rethen/Pattenser Straße – Rethen/Bahnhof – Rethen/Galgenbergweg – Gleidingen) | ab 21 Uhr weiter als Y-Verkehr mit der Linie 8 2 Peiner Straße ↔ Gleidingen 8 Peiner Straße ↔ Messe/Nord; verkehrt Mo.–Fr. zwischen Peiner Straße und Gleidingen im 20-Minuten-Takt; Mo.–Fr. morgens verlängert: Peiner Straße – Laatzen/Ginsterweg; Bothmerstraße – Gleidingen kein Nachtsternverkehr |
| 3                        | Altwarmbüchen – Altwarmbüchen/Zentrum – Altwarmbüchen/Ernst-Grote-Straße – Altwarmbüchen/Opelstraße – Oldenburger Allee – Stadtfriedhof Lahe – Paracelsusweg – In den Sieben Stücken – Noltemeyerbrücke – Klingerstraße – Spannhagengarten – Pelikanstraße – Vier Grenzen – Lortzingstraße – Lister Platz – Sedanstraße/Lister Meile – Hauptbahnhof – Kröpcke – Markthalle/Landtag – Waterloo – Allerweg – Stadionbrücke – Bahnhof Linden/Fischerhof – Schünemannplatz – Beekestraße – Wallensteinstraße – Barthold-Knaust-Straße – Am Sauerwinkel – Mühlenberger Markt – Tresckowstraße – Wettbergen | im Nachtsternverkehr über Schwarzer Bär |
| 4                        | Garbsen – Auf der Horst/Marshof – Auf der Horst/Skorpiongasse – Schönebecker Allee – Pascalstraße – Wissenschaftspark Marienwerder – Jädekamp – Auf der Klappenburg – Laukerthof – Freudenthalstraße – Stadtfriedhof Stöcken – Bahnhof Leinhausen – Herrenhäuser Markt – Schaumburgstraße – Herrenhäuser Gärten – Appelstraße – Schneiderberg/Wilhelm-Busch-Museum – Leibniz-Universität – Königsworther Platz – Steintor – Kröpcke – Aegidientorplatz – Marienstraße – Braunschweiger Platz – Clausewitzstraße – Kantplatz – Uhlhornstraße – Nackenberg – Bahnhof Karl-Wiechert-Allee – Misburger Straße – Medizinische Hochschule – Roderbruchmarkt – Roderbruch | |
| 5                        | Stöcken – Freudenthalstraße – Stadtfriedhof Stöcken – Bahnhof Leinhausen – Herrenhäuser Markt – Schaumburgstraße – Herrenhäuser Gärten – Appelstraße – Schneiderberg/Wilhelm-Busch-Museum – Leibniz-Universität – Königsworther Platz – Steintor – Kröpcke – Aegidientorplatz – Marienstraße – Braunschweiger Platz – Clausewitzstraße – Kantplatz – Uhlhornstraße – Nackenberg – Annastift – Bleekstraße – Saarbrückener Straße – Großer Hillen – Tiergarten – Ostfeldstraße – Königsberger Ring – Anderten | |
| 6                        | Nordhafen – Mecklenheidestraße\|-Beneckeallee – Friedenauer Straße – Krepenstraße – Hainhölzer Markt – Fenskestraße – Bahnhof Nordstadt – An der Strangriede – Kopernikusstraße – Christuskirche – Steintor – Kröpcke – Aegidientorplatz – Marienstraße – Braunschweiger Platz – Freundallee – Kerstingstraße – Kinderkrankenhaus auf der Bult – Zuschlagstraße – Bünteweg/Tierärztliche Hochschule – August-Madsack-Straße – Seelhorster Allee – Emslandstraße – Brabeckstraße – Feldbuschwende – Kronsberg – Krügerskamp – Stockholmer Allee – Messe/Ost (Expo-Plaza) | |
| 7                        | Misburg – Am Forstkamp – Kafkastraße – Schierholzstraße – Pappelwiese – Paracelsusweg – In den Sieben Stücken – Noltemeyerbrücke – Klingerstraße – Spannhagengarten – Pelikanstraße – Vier Grenzen – Lortzingstraße – Lister Platz – Sedanstraße/Lister Meile – Hauptbahnhof – Kröpcke – Markthalle/Landtag – Waterloo – Allerweg – Stadionbrücke – Bahnhof Linden/Fischerhof – Schünemannplatz – Beekestraße – Wallensteinstraße – Barthold-Knaust-Straße – Am Sauerwinkel – Mühlenberger Markt – Tresckowstraße – Wettbergen | |
| 8                        | (Dragonerstraße – Vahrenwalder Platz – Werderstraße –) Hauptbahnhof – Kröpcke – Aegidientorplatz – Schlägerstraße – Geibelstraße – Altenbekener Damm – Döhrener Turm – Fiedelerstraße – Peiner Straße – Bothmerstraße – Stadtfriedhof Seelhorst – Am Mittelfelde – Messe/Nord | ab 21 Uhr als Y-Verkehr mit der Linie 2 2 Alte Heide – Peiner Straße – Gleidingen 8 Alte Heide – Peiner Straße – Messe/Nord; verkehrt im Nachtsternverkehr zwischen Alte Heide und Messe/Nord |
| 9                        | Hauptbahnhof – Kröpcke – Markthalle/Landtag – Waterloo – Schwarzer Bär – Lindener Marktplatz – Nieschlagstraße – Bernhard-Caspar-Straße – Am Lindener Hafen – Bauweg – Körtingsdorfer Weg – Am Soltekampe – Riechersstraße – Safariweg – Hermann-Ehlers-Allee – Empelde | |
| 10                       | Ahlem – Ehrhartstraße – Brunnenstraße – Harenberger Straße – Wunstorfer Straße – Freizeitheim Linden – Leinaustraße – Am Küchengarten – Glocksee – Goetheplatz – Steintor – Hauptbahnhof/Rosenstraße – Hauptbahnhof/ZOB | verkehrt im 7½-Minuten-Takt; kein Nachtsternverkehr |
| 11                       | Haltenhoffstraße – An der Strangriede – Kopernikusstraße – Christuskirche – Steintor – Kröpcke – Aegidientorplatz – Marienstraße – Braunschweiger Platz – Clausewitzstraße – Hannover Congress Centrum – Zoo | kein Nachtsternverkehr |
| 12                       | Ahlem – Ehrhartstraße – Brunnenstraße – Harenberger Straße – Wunstorfer Straße – Freizeitheim Linden – Leinaustraße – Am Küchengarten – Glocksee – Humboldtstraße – Waterloo – Markthalle/Landtag – Kröpcke – Hauptbahnhof | verkehrt nur im Nachtsternverkehr |
| 13                       | Fasanenkrug – Stadtfriedhof Bothfeld – Kurze-Kamp-Straße – Bothfeld – Bothfelder Kirchweg – Noltemeyerbrücke – Klingerstraße – Spannhagengarten – Pelikanstraße – Vier Grenzen – Lortzingstraße – Lister Platz – Sedanstraße/Lister Meile – Hauptbahnhof – Kröpcke – Markthalle/Landtag – Waterloo – Allerweg – Stadionbrücke – Bahnhof Linden/Fischerhof – Schünemannplatz – Beekestraße – Wallensteinstraße – Unter den Birken – Stadtfriedhof Ricklingen – Hemmingen/Saarstraße – Hemmingen/Zentrum – Hemmingen/Berliner Straße – Hemmingen | |
| 17                       | Wallensteinstraße – Beekestraße – Schünemannplatz – Bahnhof Linden/Fischerhof – Allerweg – Stadionbrücke – Schwarzer Bär – Humboldtstraße – Goetheplatz – Steintor – Hauptbahnhof/Rosenstraße – Hauptbahnhof/ZOB | verkehrt im 20-Minuten-Takt; kein Nachtsternverkehr; Montag bis Freitag 6–21 Uhr, Samstag 12–19 Uhr, Sonntag 12:30–18 Uhr |
| : Übergang zur S-Bahn    | | |
| Stand: 15. Dezember 2024 | | |

## Busverkehr
Die ÜSTRA verbindet mit 195 eigenen Omnibussen und weiteren Bussen von Subunternehmern insgesamt 43 Linien auf rund 562 Kilometern 680 Haltestellen. Dabei wurden im Jahr 2022 mehr als 13,3 Millionen Wagenkilometer zurückgelegt. Täglich befördern die Busse 140.000 Fahrgäste (2010). Mit ca. 280 eigenen Bussen und etwa 800 Beschäftigten sowie weiteren 130 Fahrzeugen von Subunternehmern betreibt die regiobus Hannover GmbH den Umlandverkehr in der Region Hannover. Sie bedient rund 120 Buslinien und befördert jährlich ca. 27,3 Millionen Fahrgäste (2022).

### Stadtbus
Innerhalb der Stadt Hannover betreibt die ÜSTRA 19 Stadtbuslinien in Ergänzung zu ihrem Stadtbahnnetz. An den stadtauswärts gelegenen Haltestellen der Stadtbahn, besonders an Endhaltestellen, bietet die ÜSTRA über ihr Rechnergestütztes Betriebsleitsystem BON gesicherte bahnsteiggleiche Anschlussbeziehungen zwischen Stadtbahn und Bus. Die Ringlinie 131 (bzw. in Gegenrichtung 132) wurde im Dezember 2006 als Erlebnislinie nach dem Vorbild der Berliner Buslinie in 100/200 umbenannt. Sie verbindet mehrere Sehenswürdigkeiten miteinander und ähnelt damit einer Stadtrundfahrt zum normalen Stadttarif. Zum Maschseefest wird eine zusätzliche Veranstaltungslinie 267 zwischen Kröpcke und Maschsee/Strandbad eingesetzt. Alle Fahrzeuge sind Niederflurbusse mit Rampe.
Teilweise fährt die üstra auch auf einzelnen Linien in der Region Hannover, vor allem im Bereich ehemaliger Straßenbahnlinien: in Sehnde, Laatzen/Pattensen und Langenhagen. Seit Dezember 2022 betreibt auch Regiobus mit der Linie 170 eine Linie, die nur im Gebiet der Stadt Hannover verkehrt.
| Linie                    | Linienverlauf | Bemerkungen |
| ------------------------ | --- | --- |
| 100                      | August-Holweg-Platz – Bahnhof Linden/Fischerhof – Deisterplatz – Glocksee – Lister Platz – Kröpcke – Aegidientorplatz – Bahnhof Linden/Fischerhof – August-Holweg-Platz   | Einsatz von Elektrobussen, Ringlinie im Uhrzeigersinn; 10-Minuten-Takt                                                                            |
| 120                      | Ahlem – Davenstedt – Lindener Hafen – Schwarzer Bär – Aegidientorplatz – Kröpcke                                                                                          | 20–Min–Takt; in der HVZ 10–Min–Takt |
| 121                      | Altenbekener Damm – Bahnhof Bismarckstraße – Hauptbahnhof – Lister Platz – Niedersachsenring – Bahnhof Nordstadt – Haltenhoffstraße                                       | hier verkehren Gelenkbusse mit Hybridantrieb, teilweise Einsatz von Elektrogelenkbussen; 10-Min-Takt und HVZ-Verstärker Altenbekener Damm bis Hbf |
| 122                      | Langenhagen/Pferderennbahn – Langenhagen/Zentrum – / Meierwiesen – Langenforther Straße – Alte Heide – Vier Grenzen                                                       | 20-Min-Takt; Langenforther Str. – Vier Grenzen 10-Min-Takt                                                                                        |
| 123                      | Peiner Straße – Am Mittelfelde – Brabeckstraße – Großer Hillen – Bahnhof Karl-Wiechert-Allee – Misburger Straße – Noltemeyerbrücke                                        | 20-Min-Takt |
| 124                      | (Laatzen/Ulmer Straße –) Am Brabrinke – Am Mittelfelde – Brabeckstraße – Großer Hillen – Bahnhof Karl-Wiechert-Allee – Misburger Straße – Misburg – Stadtfriedhof Misburg | 20-Min-Takt |
| 125                      | Meierwiesen – Alte Heide – Buchholz – Roderbruch – Misburg – Bahnhof Anderten-Misburg – Anderten                                                                          | 20-Min-Takt und HVZ-Verstärker auf Teilstrecken                                                                                                   |
| 126                      | Altgarbsen – Havelse – Marienwerder – Stöcken | 20-Min-Takt, fährt z. T. weiter als Linie 136 bis Haltenhoffstraße                                                                                |
| 127                      | Misburg – Misburger Straße – Bahnhof Kleefeld – Kantplatz – Pferdeturm | 20-Min-Takt |
| 128                      | Nordring – Hauptbahnhof – Zoo – Braunschweiger Platz – Bahnhof Bismarckstraße – Waldheim – Peiner Straße                                                                  | 20-Min-Takt |
| 129                      | Wettbergen – Mühlenberg – Empelde | 20-Min-Takt; HVZ 10-Min-Takt Wettbergen – Mühlenberg, morgens auch bis Empelde                                                                    |
| 130                      | Wettbergen – Hangstraße – Im Hellerloh – Wettbergen | Ringlinie im Uhrzeigersinn; 20-Min-Takt |
| 133                      | Pappelwiese – Weidetorstraße – Spannhagengarten – Hinrichsring / – Vier Grenzen – Melanchthonstraße                                                                       | 20-Min-Takt, Hinrichsring – Melanchthonstraße 40-Min-Takt                                                                                         |
| 134                      | Nordring – Lister Platz – Welfenplatz – Steintor – Hauptbahnhof – Zoo – Braunschweiger Platz – Bahnhof Bismarckstraße – Waldheim – Peiner Straße                          | 20-Min-Takt |
| 135                      | (Stöcken – Bahnhof Ledeburg – Wiesenau –) Dresdener Straße – Tempelhofweg – Alte Heide – Paracelsusweg (– Stadtfriedhof Lahe)                                             | 30-Min-Takt, morgens 20-Min-Takt, Stöcken–Dresdener Straße nur Mo–Fr                                                                              |
| 136                      | Haltenhoffstraße – Herrenhäuser Gärten – Bahnhof Ledeburg – Stöcken | 20-Min-Takt; fährt z. T. weiter als Linie 126 bis Altgarbsen                                                                                      |
| 137                      | Spannhagengarten – Nobelring – Misburger Straße – Bahnhof Kleefeld – Kantplatz – Pferdeturm                                                                               | 20-Min-Takt |
| 170                      | Wasserstadt Limmer – Am Küchengarten – Goetheplatz – Steintor – Hauptbahnhof/ZOB                                                                                          | 30-Min-Takt, Bedienung durch Regiobus |
| 200                      | August-Holweg-Platz – Bahnhof Linden/Fischerhof – Aegidientorplatz – Kröpcke – Lister Platz – Glocksee – Deisterplatz – Bahnhof Linden/Fischerhof – August-Holweg-Platz   | Einsatz von Elektrobussen, Ringlinie gegen den Uhrzeigersinn; 10-Min-Takt                                                                         |
| 253                      | Langenhagen/Zentrum – Langenhagen/Bahnhof Mitte – Godshorn/Münchner Straße – Godshorn/Bayernstraße – Langenhagen/Bahnhof Mitte – Langenhagen/Zentrum                      | nur Mo – Sa, in Godshorn als Ringlinie: vormittags gegen den Uhrzeigersinn, nachmittags im Uhrzeigersinn; 10/30-Min-Takt                          |
| 254                      | Langenhagen/Bahnhof Mitte – Langenhagen/Rehkamp – Langenhagen/Bahnhof Mitte                                                                                               | nur Mo – Sa, Ringlinie gegen den Uhrzeigersinn; 30-Min-Takt                                                                                       |
| 267                      | Kröpcke – Aegidientorplatz – Maschsee/Funkhaus – Maschsee/Strandbad | verkehrt nur während des Maschseefestes |
| Stand: 11. Dezember 2022 | | |

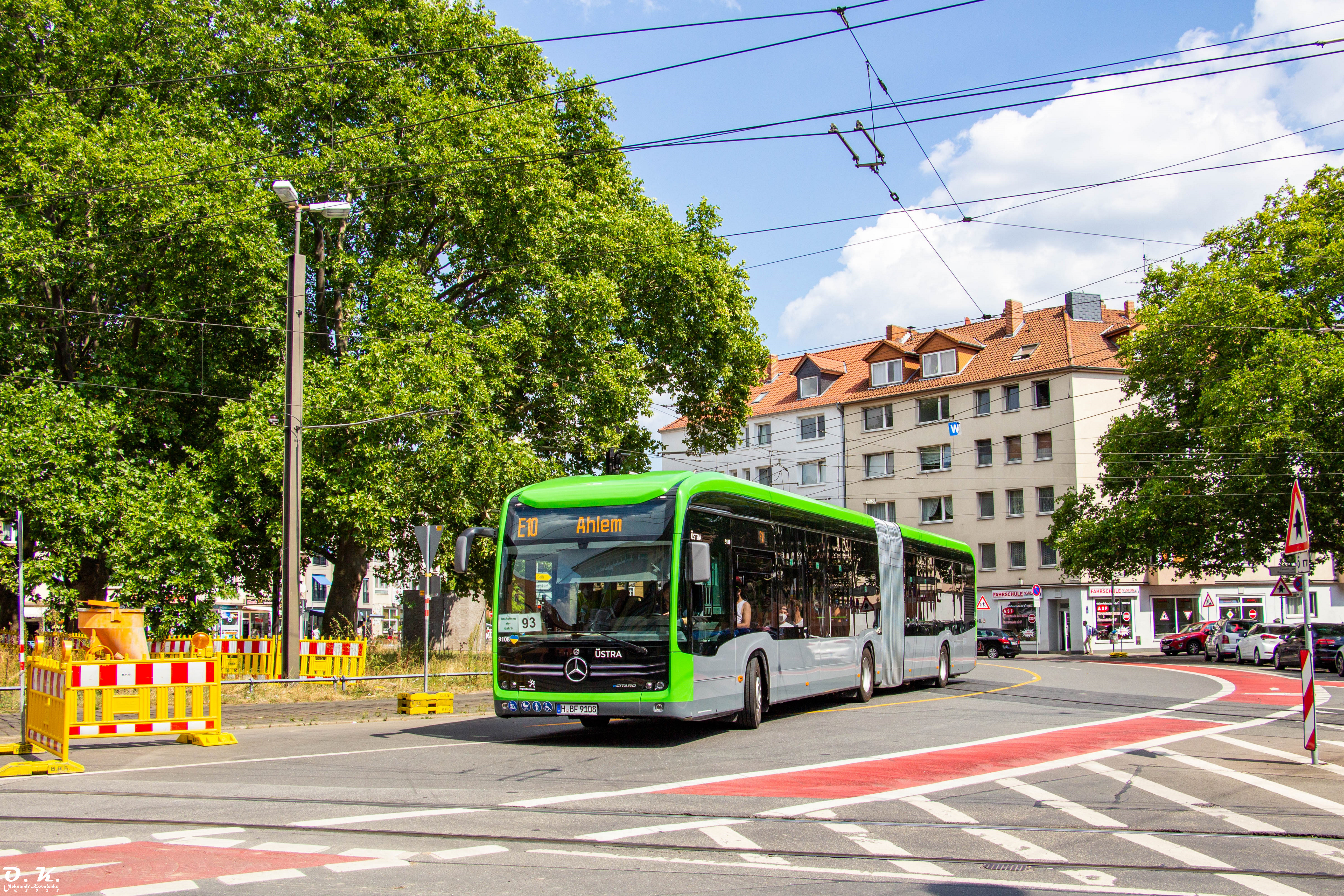
eCitaro G der Üstra

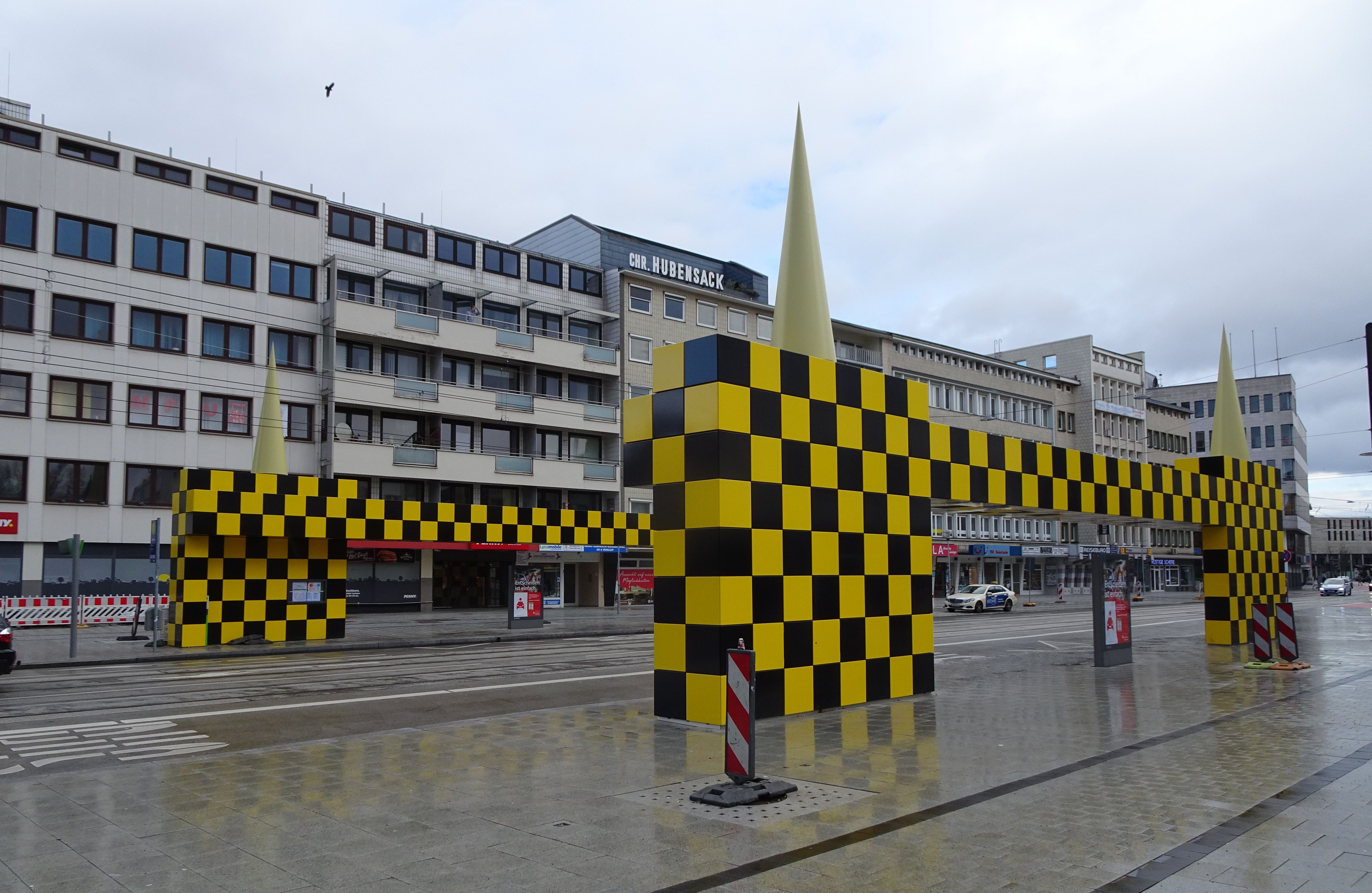
Haltestelle Steintor mit BUSSTOP

Die Üstra setzt folgende Fahrzeugtypen ein: Solaris Urbino III 18 Hybrid, MAN Lion’s City A37 Hybrid, MAN Lion’s City A23, Solaris Urbino IV 18 hybrid, Mercedes-Benz eCitaro, Mercedes-Benz eCitaro G, Mercedes-Benz Citaro C2 Hybrid, Mercedes-Benz Citaro C2G Hybrid und Mercedes-Benz Sprinter City 75.

### Regionalbus

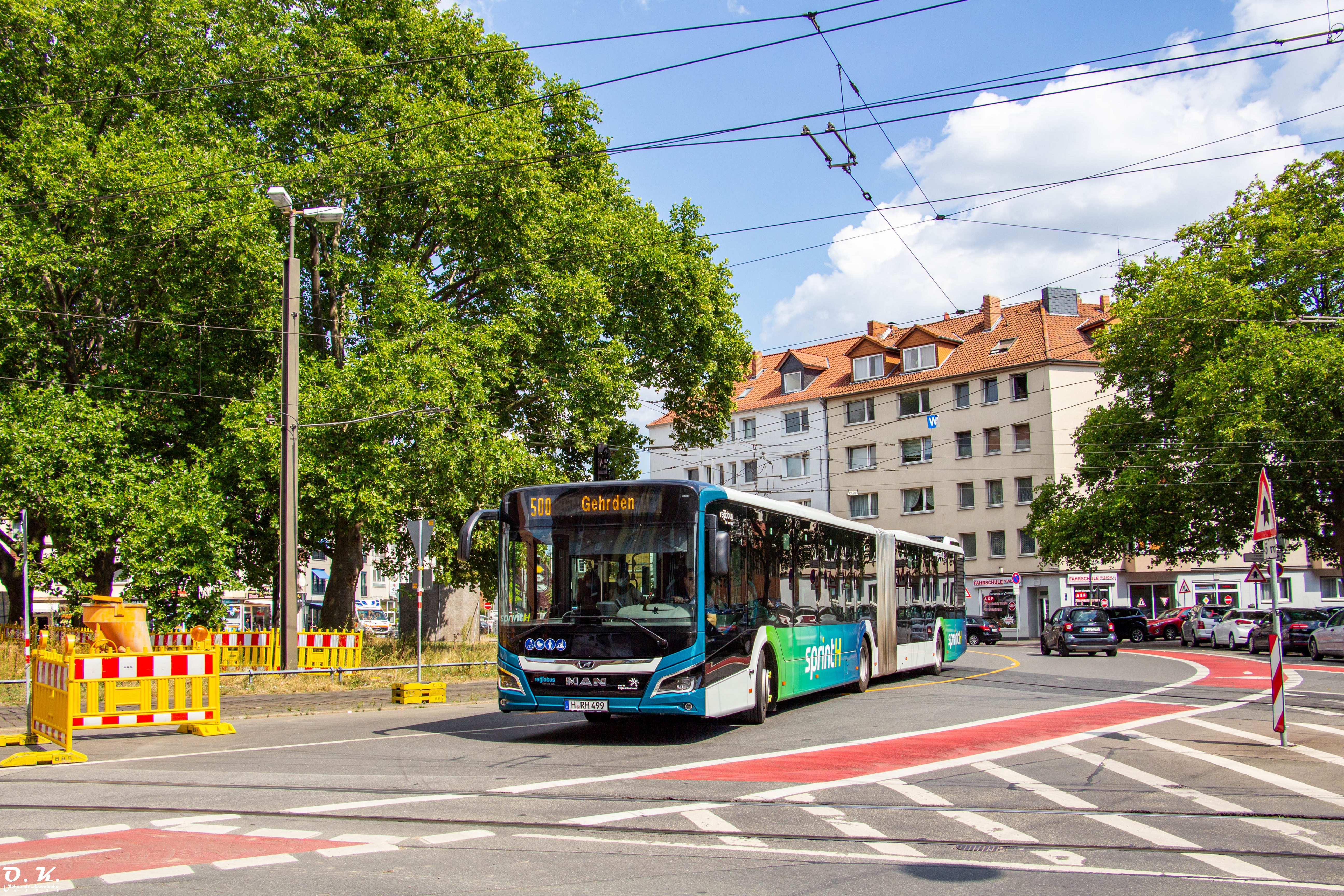
MAN Lion’s City 19C EfficientHybrid der Regiobus Hannover

Die in der Region Hannover verkehrenden Regionalbuslinien werden überwiegend von der regiobus Hannover betrieben, die übrigen von der ÜSTRA. Die Linien sichern die Nahverkehrsanbindung der Städte und Gemeinden außerhalb der Stadt Hannover, sofern sie nicht über die Schiene erreichbar sind.
Nur fünf der sieben Schnellbuslinien (sprintH, bis 2019: RegioSprinter) der Linien 300, 500, 700, 800 und 900 fahren in das Zentrum von Hannover und enden am Zentralen Omnibusbahnhof an der Nordseite des Hauptbahnhofs, bzw. am Kröpcke (Linie 800)
Im Übrigen wird der Anschluss der anderen Gemeinden an das Oberzentrum Hannover durch Verknüpfung der Regionallinien mit der S-Bahn sowie mit der Stadtbahn an deren Endpunkten hergestellt. Teilweise fahren die Linien über den Verknüpfungspunkt hinaus in das Stadtgebiet von Hannover.
Die regiobus Hannover GmbH fährt mit 255 eigenen Bussen und setzt darüber hinaus 125 Busse von Auftragsunternehmen ein. Die Busse der regiobus sind allesamt mit Niederflurtechnik ausgestattet und 251 davon verfügen zusätzlich über eine ausklappbare Rampe, um einen bequemen Zustieg für mobilitätseingeschränkte Fahrgäste zu ermöglichen. Es kommen überwiegend Solobusse und auf einigen stark belasteten Linien Gelenkbusse zum Einsatz.
Die Fahrten der regiobus-Linien 300, 400, 500, 600, 700 und 900, die StadtBus-Linien 501 und 502 in Barsinghausen sowie der Stadtverkehrslinien 964, 965 und 966 in Lehrte werden ausschließlich mit rollstuhltauglichen Niederflurbussen durchgeführt.
Bei allen anderen regiobus-Linien ist eine Kennzeichnung rollstuhltauglicher Fahrten mit Niederflurbussen ganzjährig nicht möglich. Um sicherzugehen, dass die gewünschte Fahrt von einem Niederflurfahrzeug mit Rampe durchgeführt wird, empfiehlt es sich daher, spätestens 24 Stunden vor dem Fahrtwunsch auf dem jeweils zuständigen Betriebshof anzurufen, damit ein entsprechendes rollstuhltaugliches Fahrzeug eingesetzt werden kann.
Das Angebot der Schnellbuslinien (Regiosprinter) wurde durch Einbeziehung und teilweise Umbenennung bereits bestehender Linien zum Fahrplanwechsel im Dezember 2019 erweitert. Es gibt nun die Linien 300, 400, 500, 600, 700, 800 und 900, diese werden seitdem als sprintH-Linien bezeichnet. Auf diesen Linien sollen in Zukunft nur noch Busse mit erhöhtem Komfort, unter anderem WLAN und USB-Ladebuchsen, verkehren. Seit Dezember 2020 werden die Linien 800 und 900 bis ins Zentrum durchgebunden.
Regionallinien
| Linie | Linienverlauf | Bemerkungen |
| --- | --- | --- |
| 300 | (Pattensen/Briefzentrum –) Pattensen/ZOB – Arnum – Hemmingen – Hannover/ZOB – Dragonerstraße                                  | sprintH, nur Niederflurbusse mit Rampe, 10-Minuten-Takt |
| 301 | Springe Bahnhof/ZOB – Göbelbastei – Bahnhof/ZOB                                                                               | Stadtverkehr Springe, 30-Minuten-Takt |
| 310 | Pattensen – Schulenburg – Eldagsen                                                                                            | |
| 320 | Pattensen – Hüpede – Gestorf – Völksen – Springe                                                                              | |
| 330 | Lühnde – Müllingen – Wülferode – Kronsberg – Brabeckstraße – Bemeroder Rathausplatz                                           | ÜSTRA, nur Niederflurbusse mit Rampe |
| 340 | Pattensen – Koldingen – Rethen – Laatzen – Messe Ost                                                                          | ÜSTRA, nur Niederflurbusse mit Rampe |
| 341 | Pattensen – Reden – Koldingen – Rethen – Laatzen – Messe Ost                                                                  | ÜSTRA, nur Niederflurbusse mit Rampe |
| 345 | Laatzen/Zentrum – Laatzen Debberode – Laatzen Mozartweg – Laatzen                                                             | ÜSTRA, seit 15. Dezember 2019 als Linientaxi |
| 346 | Laatzen/Zentrum – Laatzen Kiebitzweg – Rethen                                                                                 | ÜSTRA, nur Niederflurbusse mit Rampe |
| 347 | Laatzen/Zentrum – Kronsberghof                                                                                                | ÜSTRA, seit 15. Dezember 2019 als Linientaxi |
| 348 | Laatzen/Zentrum – Rethen/Krauss-Maffei-Straße                                                                                 | ÜSTRA, seit November 2021 |
| 360 | Bennigsen – Lüdersen – Hiddestorf – Devese – Hemmingen – Peiner Straße                                                        | |
| 363 | Peiner Straße – Hemmingen – Westerfeld – Wettbergen                                                                           | ÜSTRA, nur Niederflurbusse mit Rampe |
| 365 | Pattensen – Harkenbleck – Arnum – Hemmingen – Westerfeld – Hemmingen/KGS                                                      | |
| 366 | Pattensen – Hiddestorf – Arnum – Devese – Westerfeld – Hemmingen – Hemmingen/KGS                                              | |
| 367 | Pattensen – Harkenbleck – Arnum – Wilkenburg – Am Brabinke                                                                    | |
| 371 | Sehnde – Sehnde Bahnhof – Wassel – Bilm – Ilten – Ahlten                                                                      | ÜSTRA, nur Niederflurbusse mit Rampe |
| 372 | Sehnde – Gretenberg – Klein Lobke                                                                                             | ÜSTRA, nur Niederflurbusse mit Rampe |
| 373 | Mehrum – Sehnde – Ilten – Höver – Anderten – Kirchrode – Bf. Bismarckstraße – Altenbekener Damm – An der Engesohde            | ÜSTRA, nur an Schultagen |
| 380 | Eldagsen – Gestorf – Bennigsen                                                                                                | |
| 381 | Springe – Dahle – Altenhagen I                                                                                                | |
| 382 | Springe – Alvesrode – Völksen – Bredenbeck – Wennigsen                                                                        | |
| 383 | Springe – Völksen – Eldagsen – Steinkrug – Bennigsen – Lüdersen                                                               | |
| 385 | Springe – Eldagsen – Alferde                                                                                                  | |
| 390 | (Sehnde – Bolzum – Müllingen –) Ingeln – Oesselse – Gleidingen – Rethen/Pattenser Straße (– Laatzen )                         | ÜSTRA, nur Niederflurbusse mit Rampe, 60-Minuten-Takt Sehnde – Rethen, 60-Minuten-Takt Ingeln – Rethen                                                                                              |
| 400 | Neustadt – Bordenau – Frielingen – Horst – Meyenfeld – Berenbostel – Wissenschaftspark Marienwerder                           | sprintH, nur Niederflurbusse mit Rampe, 20-Minuten-Takt |
| 404 | Garbsen-Mitte/An der Universität – Schönebecker Allee                                                                         | nur montags bis freitags; Shuttlebus ohne Zwischenhalt, 10-Minuten-Takt |
| 410 | Garbsen – Meyenfeld – Horst – Schloss Ricklingen – Wunstorf                                                                   | |
| 420 | Garbsen – Havelse – Wissenschaftspark Marienwerder                                                                            | ÜSTRA, nur Niederflurbusse mit Rampe |
| 421 | Garbsen – Berenbostel – Osterwald – Frielingen ( – Neustadt)                                                                  | |
| 430 | Garbsen – Berenbostel – Stelingen – Heitlingen – Osterwald                                                                    | |
| 431 | Garbsen – Havelse – Seelze | |
| 450 | Berenbostel – Wissenschaftspark Marienwerder                                                                                  | ÜSTRA, nur Niederflurbusse mit Rampe |
| 460 | Mandelsloh – Helstorf – Resse – Engelbostel – Nordhafen                                                                       | |
| 461 | Nordhafen – Schulenburg – Engelbostel – Schulenburg – Nordhafen                                                               | seit 15. Dezember 2024; 60-Minuten-Takt, nur werktags |
| 470 | Flughafen – Langenhagen – Godshorn – Vinnhorst – Stöcken                                                                      | ÜSTRA, nur Niederflurbusse mit Rampe |
| 480 | Langenhagen – Godshorn – Schulenburg – Engelbostel – Berenbostel – Garbsen                                                    | ÜSTRA, nur Niederflurbusse mit Rampe |
| 490 | (Neustadt – Otternhagen –) Osterwald – Heitlingen – Stelingen – Stöcken (– Hilshof / Am Stöckener Bach)                       | 30-Minuten-Takt Osterwald – Stöcken |
| 492 | Schwarze Heide/Heitlinger Straße (–Desbrocksheidering) – Hansastraße – Stöcken                                                | seit 12. Dezember 2021, nur werktags, 60-Minuten-Takt |
| 500 | Weetzen – Gehrden – Ronnenberg – Wettbergen – Bornum – Hannover ZOB                                                           | sprintH, nur Niederflurbusse mit Rampe, 10-Minuten-Takt |
| 510 | Linderte – Weetzen – Ihme – Ronnenberg – Empelde                                                                              | |
| 520 | Wennigsen – Argestorf – Bredenbeck – Holtensen – Weetzen                                                                      | 60-Minuten-Takt, montags bis freitags vormittags 30-Minuten-Takt Bredenbeck – Weetzen |
| 521 | Wennigsen – Degersen – Sorsum – Holtensen – Bredenbeck                                                                        | |
| 522 | (Wennigsen – Bredenbeck – Holtensen – Sorsum –) Weetzen Bahnhof – Gehrden                                                     | nur montags bis freitags an Schultagen |
| 523 | Gehrden – Everloh – (Benthe –) Ronnenberg – Empelde                                                                           | nur an Schultagen, nur einige Fahrten über Benthe |
| 530 | Barsinghausen – Hohenbostel – Bantorf – Hohenbostel – Barsinghausen                                                           | Ringlinie |
| 532 | Barsinghausen – Eckerde – Großgoltern – Gehrden – Empelde                                                                     | |
| 534 | Barsinghausen – Großgoltern – Groß Munzel – Wunstorf                                                                          | |
| 540 | Barsinghausen – Egestorf – Wennigsen                                                                                          | |
| 542 | Eimbeckhausen – Lauenau – Rodenberg – Bad Nenndorf – Haste                                                                    | SVG Stadthagen |
| 560 | Barsinghausen – Egestorf – Redderse – Gehrden – Benthe – Empelde                                                              | |
| 561 | Barsinghausen – Kirchdorf – Leveste – Gehrden – Empelde                                                                       | |
| 562 | Barsinghausen – Kirchdorf – Egestorf – Nienstedt                                                                              | nur montags bis freitags |
| 570 | Barsinghausen – Landringhausen – Groß Munzel – Kirchwehren – Ahlem                                                            | |
| 571 | Gehrden – Northen – Harenberg – Ahlem                                                                                         | |
| 572 | Seelze – Döteberg – Harenberg – Ahlem                                                                                         | |
| 573 | Seelze – Almhorst – Kirchwehren – Lathwehren                                                                                  | |
| 574 | Seelze – Letter – Ahlem – Velber – Harenberg                                                                                  | |
| 575 | Dedensen – Gümmer – Lohnde – Seelze – Seelze/Schulzentrum – Letter/Gymnasium                                                  | Verstärker-Schulbus (nur an Schultagen) |
| RufTaxi | Seelze – Kirchwehren – Velber                                                                                                 | RufTaxi Seelze |
| 580 | Wennigsen – Gehrden – Northen – Lenthe – Am Soltekampe                                                                        | |
| 581 | (Stöcken – Letter –) Ahlem – (Velber –) Am Soltekampe – Mühlenberger Markt                                                    | ÜSTRA, nur Niederflurbusse mit Rampe, Stöcken–Mühlenberger Markt 30-Minuten-Takt, Ahlem–Velber–Mühlenberger Markt 30-Minuten-Takt                                                                   |
| 600 | Langenhagen/Zentrum – Langenhagen/Pferderennbahn – Isernhagen – Großburgwedel                                                 | sprintH, nur Niederflurbusse mit Rampe, 30-Minuten-Takt |
| 610 | Langenhagen/Zentrum – Krähenwinkel – Kaltenweide/Bahnhof                                                                      | ÜSTRA, nur Niederflurbusse mit Rampe; montags bis freitags morgens teilweise bis Berliner Platz, mittags teilweise ab Berliner Platz                                                                |
| 611 | Langenhagen/Zentrum – Krähenwinkel – Maspe – Kaltenweide/Bahnhof                                                              | ÜSTRA, nur Niederflurbusse mit Rampe; montags bis freitags morgens teilweise bis Berliner Platz, mittags teilweise ab Berliner Platz                                                                |
| 616 | Langenhagen/Zentrum – St. Paulus-Kirche – Saarweg – Beckerwiese – Beethovenstr. – Bahnhof Mitte                               | ÜSTRA, nur Niederflurbusse, Kleinbusse und Taxen mit Rampe |
| 620 | Großburgwedel – Isernhagen – Fasanenkrug                                                                                      | |
| 621 | Großburgwedel – Kleinburgwedel – Thönse – Wettmar – Engensen                                                                  | |
| 630 | Großburgwedel – Neuwarmbüchen – Kirchhorst – Altwarmbüchen                                                                    | |
| 631 | Altwarmbüchen/Schulzentrum – Altwarmbüchen – An den Deichwiesen – Noltemeyerbrücke                                            | ÜSTRA, nur Niederflurbusse mit Rampe |
| 635 | Altwarmbüchen/Schulzentrum – Altwarmbüchen – Isernhagen                                                                       | |
| 636 | Großburgwedel – Schillerslage – Burgdorf                                                                                      | |
| 638 | Großburgwedel – Erster Berkhopsweg                                                                                            | |
| 639 | Großburgwedel – Thönse – Wettmar – Engensen – Burgdorf                                                                        | |
| 651 | Großburgwedel – Kleinburgwedel – Fuhrberg                                                                                     | |
| 652 | Fuhrberg – Gailhof – Mellendorf                                                                                               | seit 12. Dezember 2021 |
| 690 | Mellendorf – Bissendorf – Großburgwedel                                                                                       | |
| 692 | Mellendorf – Bissendorf – Kaltenweide – Langenhagen                                                                           | |
| 694 | Mellendorf – Brelingen – Abbensen                                                                                             | |
| 695 | Mellendorf – Elze – Berkhof – Plumhof                                                                                         | |
| 696 | Mellendorf – Brelingen – Negenborn – Abbensen – Helstorf                                                                      | |
| 697 | Mellendorf – Gailhof – Meitze – Bennemühlen – Oegenbostel – Abbensen – Helstorf                                               | |
| 698 | Mellendorf – Bissendorf – Scherenbostel – Resse                                                                               | |
| 700 | (Dedensen – Lohnde –) Seelze – Letter – Ahlem – Hannover ZOB                                                                  | sprintH, nur Niederflurbusse mit Rampe; Seelze–Hannover 10-Minuten-Takt |
| 701 | Wunstorf Bahnhof Südseite – Kernstadt – ZOB                                                                                   | Stadtverkehr Wunstorf |
| 710 | Wunstorf – Klein Heidorn – Großenheidorn/Pickertsberg – Steinhude                                                             | |
| 711 | Wunstorf – Klein Heidorn – Großenheidorn/Strand – Steinhude                                                                   | |
| 715 | Wunstorf – Klein Heidorn – Großenheidorn – Steinhude – Hagenburg – Wiedenbrügge – Rehburg                                     | kommt als 716 von Stolzenau |
| 740 | Niengraben – Idensen – Mesmerode – Wunstorf                                                                                   | |
| 741 | Niengraben – Idensen – Bokeloh – Wunstorf                                                                                     | |
| 745 | Niengraben – Idensen – Mesmerode – Bokeloh – Wunstorf                                                                         | |
| 760 | Kolenfeld – Wunstorf Bahnhof Südseite – Wunstorf IGS                                                                          | |
| 774 | Steinhude – Sachsenhagen – Stadthagen                                                                                         | SVG Stadthagen, kein GVH-Tarif, fährt als Linie 2010 |
| 780 | Wunstorf – Blumenau – Luthe                                                                                                   | |
| 785 | Wunstorf – Blumenau – Liethe – Luthe                                                                                          | |
| 800 | Mehrum – Sehnde – Ilten – Höver – Anderten – Kirchrode – Bf. Bismarckstraße – Altenbekener Damm – Maschsee/Funkhaus – Kröpcke | ÜSTRA, sprintH, nur Niederflurbusse mit Rampe (seit 13. Dezember 2020 bis Kröpcke), 15-Minuten-Takt                                                                                                 |
| 801 | Neustadt Julius-Leber-Straße – Hüttenplatz – Neustadt Bahnhof/ZOB – Freizeitbad/KGS                                           | Stadtverkehr Neustadt |
| 802 | Neustadt Drachenfeld – Bahnhof/ZOB – Sauerbruchweg – Krankenhaus                                                              | Stadtverkehr Neustadt |
| 820 | Neustadt – Poggenhagen – Steinhude                                                                                            | |
| 830 | Neustadt – Eilvese – Schneeren – Mardorf                                                                                      | |
| 831 | Neustadt – Mardorf | |
| 835 | Neustadt – Mardorf – Rehburg – Münchehagen/Dinopark – Hagenburg – Steinhude – Wunstorf                                        | Der FahrradBus 835 verkehrt täglich vom 1. Juni bis 31. August sowie Samstag und Sonntag Ende März bis Ende Mai und von September bis Oktober; im Winter Samstag und Sonntag, ohne Fahrradtransport |
| 840 | Neustadt – Hagen – Lutter | |
| 850 | Neustadt – Empede – Mariensee – Wulfelade – Mandelsloh – Stöckendrebber                                                       | |
| 860 | Neustadt – Otternhagen – Scharrel – Metel                                                                                     | |
| 865 | Otternhagen – Scharnhorst – Basse – Metel – Otternhagen                                                                       | |
| 870 | Esperke – Helstorf – Luttmersen – Basse – Suttorf – Neustadt                                                                  | |
| 900 | Burgdorf – Kirchhorst – Altwarmbüchen – Hannover ZOB                                                                          | sprintH, nur Niederflurbusse mit Rampe (seit 13. Dezember 2020 bis Hannover ZOB), 15-Minuten-Takt                                                                                                   |
| 905 | Burgdorf Bahnhof Westseite – Langeoogstr. – (Spittaplatz–) Bahnhof Westseite                                                  | Stadtverkehr Burgdorf, nur montags bis samstags, 9–21 Uhr über Spittaplatz. |
| 906 | Burgdorf Bahnhof – Südstadt – Bahnhof                                                                                         | Stadtverkehr Burgdorf |
| 907 | Burgdorf Bahnhof – Peiner Weg – Ostlandring, Betriebshof                                                                      | Stadtverkehr Burgdorf |
| 910 | Burgdorf – Sorgensen – Weferlingsen – Obershagen – Hänigsen                                                                   | |
| 916 | Burgdorf – Heeßel – Beinhorn – Schillerslage                                                                                  | nur montags bis freitags |
| 917 | Dachtmissen – Sorgensen – Weferlingsen – Otze                                                                                 | nur montags bis freitags |
| 920 | Burgdorf – Sorgensen – Dachtmissen – Hänigsen                                                                                 | nur montags bis freitags |
| 926 | Burgdorf – Otze – Ehlershausen                                                                                                | |
| 927 | (Hänigsen –) Wathlingen – Nienhagen – Ehlershausen                                                                            | nur montags bis freitags |
| 930 | Uetze – Altmerdingsen – Hülptingsen – Burgdorf                                                                                | |
| 938 | Uetze – Altmerdingsen – Hänigsen – Obershagen                                                                                 | |
| 946 | Dollbergen – Schwüblingsen – Sievershausen – Arpke – Immensen – Burgdorf                                                      | |
| 948 | Hämelerwald – Mehrum – Equord – Hohenhameln                                                                                   | |
| 949 | Hämelerwald – Sievershausen – Arpke – Immensen – Lehrte                                                                       | |
| 950 | Dedenhausen – Eltze – Uetze – Katensen – Dollbergen – Schwüblingsen                                                           | |
| 962 | Burgdorf – Steinwedel – Lehrte – Ilten – Bilm                                                                                 | |
| 963 | Lehrte Neues Zentrum – Aligse – Klein Kolshorn                                                                                | |
| 964 | Lehrte Neues Zentrum – Everner Str. – Südstadt – Everner Str. – Neues Zentrum                                                 | Stadtverkehr Lehrte, nur Niederflurbusse mit Rampe |
| 965 | Lehrte Neues Zentrum – Krankenhaus – Herzogweg – Neues Zentrum                                                                | Stadtverkehr Lehrte, nur Niederflurbusse, Kleinbusse und Taxen mit Rampe |
| 966 | Lehrte Bahnhofstr. – Südring – Bahnhofstr.                                                                                    | Stadtverkehr Lehrte, nur Niederflurbusse mit Rampe |
| 967 | Lehrte Bahnhofstr. – Ahlten                                                                                                   | |
| 968 | Lehrte Neues Zentrum – Straßburger Straße                                                                                     | seit 12. Dezember 2021 |
| * Umsteigemöglichkeiten: Regionalzüge von Deutscher Bahn, Start Deutschland, erixx, Metronom/enno und Westfalenbahn, S-Bahn, / Stadtbahn | | |
| Stand: 10. Dezember 2023 | | |

### Sprinti
Als Ergänzung zum Regionalbus gibt es seit Juni 2021 das On-Demand-Angebot Sprinti.
Der Probelauf des On-Demand-Angebots begann in der Gemeinde Springe und wurde auf die Stadt Sehnde und die Gemeinde Wedemark erweitert.
Im Dezember 2023 wurde das Angebot auf alle Gemeinden und Städten in der Tarifzone C (Barsinghausen, Burgdorf, Burgwedel, Lehrte, Neustadt, Pattensen, Sehnde, Springe, Uetze, Wedemark, Wennigsen und Wunstorf) erweitert.
Jede Gemeinde oder Stadt bildet dabei ein Bediengebiet, teilweise sind aber auch Fahrten über das Gebiet hinaus möglich.
Die Kleinbusse, die alle über Rollstuhlplätze verfügen, können über eine App oder telefonisch gebucht werden. Die Busse verkehren zum normalen Großraumtarif. 
Das Projekt wurde in der Anfangszeit durch die Regiobus Hannover GmbH betreut. Seit August 2023 betreut die Üstra das Projekt zusammen mit dem Partnerunternehmen Via Mobility aus Berlin. Das Angebot ist vorerst bis 2027 befristet.
Im Jahr 2023 gewann das Projekt den Deutschen Mobilitätspreis des Bundesministerium für Digitales und Verkehr. 

### NachtLiner
Es gibt 10 NachtLiner-Linien, die alle von der RegioBus betrieben werden. Die meisten verkehren von den jeweiligen Stadtbahn-Endstellen in die Region Hannover hinein. Die ehemaligen NachtLiner der üstra wurden in die normalen Buslinien integriert und fahren seitdem unter der normalen Liniennummer.
| Linie | Linienverlauf                                                                      |
| ----- | ---------------------------------------------------------------------------------- |
| N31   | Hemmingen – Arnum – Pattensen – Schulenburg                                        |
| N41   | Marienwerder – Garbsen – Garbsen-Mitte – Berenbostel – Schloß Ricklingen           |
| N43   | Stöcken – Berenbostel – Stelingen – Osterwald – Frielingen – Bordenau              |
| N50   | Wettbergen – Ronnenberg – Gehrden – Ronnenberg – Wettbergen                        |
| N56   | Mühlenberger Markt – Benthe – Gehrden – Degersen – Wennigsen – Bredenbeck – Sorsum |
| N57   | Ahlem – Lenthe – Northen – Kirchwehren – Groß Munzel – Landringhausen – Göxe       |
| N62   | Fasanenkrug – Isernhagen – Großburgwedel – Kleinburgwedel – Isernhagen             |
| N63   | Altwarmbüchen – Kirchhorst – Neuwarmbüchen – Wettmar – Schillerslage               |
| N70   | Ahlem – Letter – Seelze – Lohnde – Gümmer – Dedensen                               |
| N94   | Lehrte – Immensen – Dollbergen – Hämelerwald                                       |
|       | Stand: 11. Dezember 2023                                                           |

### Geschichte
Neben den Pferdestraßenbahnen etablierten sich auch verschiedene Pferdeomnibuslinien. Im Verlauf des Ersten Weltkrieges wurden die Linien wegen Pferdemangel eingestellt.
Das innerstädtische Busliniennetz der ÜSTRA entstand ab 1925 als Ergänzung zu den Straßenbahnlinien. Buslinien waren mit Buchstaben gekennzeichnet. Buslinien, die ehemalige Straßenbahn- oder O-Bus-Linien ersetzten, hatten die Nummer der ersetzten Linie mit einem vorangestellten O (O 15). Ab 1937 betrieb die Üstra die O-Bus-Linie O 19 von Langenhagen, Berliner Platz bis Langenhagen Reuterdamm. 1949 wurde sie bis zum Lister Platz verlängert und in O 29 umbenannt. 1958 wurde der O-Bus-Verkehr auf Dieselbus umgestellt.
1959 wurden folgende Buslinien betrieben (Kursiv: außerhalb der Stadt Hannover in den Grenzen von 1959):
| Linie | Linienverlauf | Bemerkungen                                                                                         |
| ----- | --- | --------------------------------------------------------------------------------------------------- |
| B     | Hauptbahnhof – Lavesallee – Braunschweiger Platz – Robert-Koch-Platz                                                                               | |
| C     | Niedersachsenring – Hauptbahnhof – Aegidientorplatz – Waldheim                                                                                     | |
| D     | Stöcken – Continental – Heidehaus | |
| E     | Kantplatz – Heidesiedlung – Misburg | |
| F     | Limmer – Davenstedt – Bauweg | |
| G     | Goetheplatz – Limmer – Groß Munzel – Landringhausen                                                                                                | |
| H     | Mecklenheide – Godshorn – Engelbostel – Berenbostel – Stöcken                                                                                      | |
| K     | Schaumburgstraße/Herrenhäuser Straße – Ledeburg – Mecklenheide                                                                                     | |
| L     | Langenhagen Autobahn – Langenhagen Reuterdamm – Flughafen Hannover-Langenhagen bzw. Langenhagen Im Gehäge                                          | |
| M     | Vier Grenzen – Holzwiesen – Kugelfangtrift – Langenforther Straße                                                                                  | |
| R     | Jahnplatz – Vahrenwalder Platz – Lister Platz – Aegidientorplatz – Schwarzer Bär – Deisterplatz – Rathaus Linden – Königsworther Platz – Jahnplatz | Ringlinie, sonntags nur Jahnplatz – Vahrenwalder Platz – Lister Platz – Aegidientorplatz – Maschsee |
| T     | Kirchrode Betriebshof – Bemerode – Döhren – Deisterplatz                                                                                           | |
| U     | Mecklenheide – Friedenau – Hackethal – Lister Platz                                                                                                | |
| V     | Maschsee – Hauptbahnhof | |
| W     | Wallensteinstraße – Friedhof Ricklingen | |
| O 10  | Gehrden – Egestorf – Barsinghausen | |
| O 11  | Sarstedt – Hildesheim | außerhalb der heutigen Region Hannover                                                              |
| O 13  | Buchholz – Misburg – Anderten Schleuse | |
| O 15  | Sehnde – Haimar – Mehrum | |
| O 17  | Hauptbahnhof Raschplatz – Buchholz – Isernhagen – Burgwedel                                                                                        | |
| S 11  | Hauptbahnhof Ernst-August-Platz – Clausewitzstraße – Hildesheim Hauptbahnhof                                                                       | Schnellverkehr, gemeinsam mit DB                                                                    |

Da die Buchstaben für das wachsende Liniennetz nicht mehr ausreichten, wurde 1966 bis 1968 auf ein System mit zweistelligen Ziffern umgestellt, wobei Nummern ab 20 bis 69 verwendet wurden (1–19: Straßenbahn).
Der Busverkehr in der Region wurde überwiegend von der Deutschen Bundesbahn, der Deutschen Bundespost, der Steinhuder Meer-Bahn (Raum Wunstorf) und den Verkehrsbetrieben Bachstein (Raum Burgdorf) betrieben. Eine Bedienung des Stadtverkehrs in Hannover war mit diesen Linien nicht gestattet.
Der neue Verkehrsverbund Großraum-Verkehr Hannover führte 1972 ein einheitliches Nummernsystem für alle Verkehrsträger ein: Die erste Ziffer gab den Bereich an, in dem die Linie verkehrte, die zweite Ziffer die Linie in diesem Bereich und die dritte Ziffer den Verkehrsträger: Deutsche Bundesbahn (DB) 2 und 3, Deutsche Bundespost (DBP) 4 und 5, Steinhuder Meer-Bahn (StMB) und Verkehrsbetriebe Bachstein (VB) 6 und 7. Bei der ÜSTRA wurde auf die dritte Ziffer (eigentlich 0 und 1) verzichtet, die Liniennummern blieben bei ihr zweistellig.
Im ersten Fahrplanbuch des Großraum-Verkehr Hannover 1972 sind folgende Buslinien aufgeführt.
| Linie | Linienverlauf | Verkehrsträger |
| ----- | --- | -------------- |
| 20    | Niedersachsenring – Hauptbahnhof – Sallstraße – Heinrich-Heine-Straße                                             | Üstra          |
| 21    | Melanchthonstraße – Jahnplatz – Lister Platz – Aegidientorplatz – Tierärztliche Hochschule – Waldheim             | Üstra          |
| 22    | Melanchthonstraße – Jahnplatz – Lister Platz – Aegidientorplatz – Schwarzer Bär – Königsworther Platz – Jahnplatz | Üstra          |
| 27    | Vier Grenzen – Vahrenheide – Langenforther Straße                                                                 | Üstra          |
| 28    | Buchholz – Medizinische Hochschule – Kleefeld                                                                     | Üstra          |
| 29    | Lister Platz – Lister Stadtbad                                                                                    | Üstra          |
| 30    | Hannover, Aegidientorplatz – Sehnde – Haimar – Mehrum                                                             | Üstra          |
| 302   | Lehrte – Sehnde – Lühnde – Hildesheim                                                                             | DB             |
| 303   | Ilten – Lehrte – Ilten                                                                                            | DB             |
| 31    | Hannover, Kantplatz – Misburg                                                                                     | Üstra          |
| 32    | Kirchrode – Misburg – Buchholz                                                                                    | Üstra          |
| 33    | Sarstedt – Hildesheim (kein Großraumtarif)                                                                        | Üstra          |
| 334   | Hannover, Postbusbhf – Bemerode – Bolzum – Lühnde                                                                 | DBP            |
| 34    | Hannover, Aegidientorplatz – Rethen (L) – Pattensen                                                               | Üstra          |
| 342   | Hannover Hbf, Ernst-August-Platz – Sarstedt – Elze                                                                | DB             |
| 349   | Hannover Hbf, Ernst-August-Platz – Hildesheim (kein Großraumtarif)                                                | DB/Üstra       |
| 35    | Deisterplatz – Mittelfeld – Bemerode – Kirchrode – Nackenberg                                                     | Üstra          |
| 36    | Hannover, Wallensteinstraße – Hemmingen – Döhren/Willmerstraße                                                    | Üstra          |
| 362   | Hannover Hbf, Ernst-August-Platz – Pattensen – Einbeck                                                            | DB             |
| 364   | Hannover, Postbusbhf – Hiddestorf – Arnum – Harkenbleck – Pattensen – Gestorf – Eldagsen                          | DBP            |
| 37    | Hannover, Schünemannplatz – Bornum – Empelde                                                                      | Üstra          |
| 384   | Hannover, Postbusbhf – Arnum – Pattensen – Schulenburg – Eldagsen                                                 | DBP            |
| 39    | Laatzen-Süd – Laatzen/Rathausstraße                                                                               | Üstra          |
| 40    | Haltenhoffstraße – Ledeburg – Stöcken, VW-Werk                                                                    | Üstra          |
| 41    | Stöcken, VW-Werk – Letter                                                                                         | Üstra          |
| 42    | Stöcken, VW-Werk – Marienwerder – Garbsen                                                                         | Üstra          |
| 424   | Hannover, Postbusbhf – Garbsen – Schloß Ricklingen                                                                | DBP            |
| 425   | Schloß Ricklingen – Berenbostel – Garbsen – Seelze                                                                | DBP            |
| 434   | Hannover, Postbusbhf – Neustadt a Rbge – Schneerener Krug – Nienburg                                              | DBP            |
| 44    | Stöcken, VW-Werk – Berenbostel                                                                                    | Üstra          |
| 444   | Hannover, Postbusbhf – Schloß Ricklingen/Frielingen – Neustadt a Rbge                                             | DBP            |
| 45    | Lister Platz – Kurhaus Mecklenheide – Stöcken, VW-Werk                                                            | Üstra          |
| 46    | Stöcken, VW-Werk – Vinnhorst – Godshorn                                                                           | Üstra          |
| 464   | Hannover, Postbusbhf – Engelbostel – Osterwald – Frielingen                                                       | DBP            |
| 465   | Hannover, Postbusbhf – Engelbostel – Resse – Mandelsloh – Rodewald                                                | DBP            |
| 474   | Frielingen – Stelingen – Berenbostel – Engelbostel – Godshorn                                                     | DBP            |
| 48    | Stöcken, VW-Werk – Berenbostel – Engelbostel – Godshorn – Langenhagen, Berliner Platz                             | Üstra          |
| 502   | Hannover Hbf, Ernst-August-Platz – Ronneberg – Springe – Hameln                                                   | DB             |
| 504   | Springe – Wisentgehege – Völksen – Eldagsen                                                                       | DBP            |
| 514   | Hannover, Postbusbhf – Ronnenberg – Bredenbeck                                                                    | DBP            |
| 522   | Hannover Hbf, Ernst-August-Platz – Gehrden – Wennigsen – Egestorf – Nienstedt, Deisterkamm – Eimbeckhausen        | DB             |
| 532   | Hannover Hbf, Ernst-August-Platz – Everloh – Barsinghasen – Bad Nenndorf – Hülsede                                | DB             |
| 533   | Hannover Hbf, Ernst-August-Platz – Everloh – Bad Nenndorf – Minden                                                | DB             |
| 542   | Bad Nenndorf – Haste (Han)                                                                                        | DB             |
| 543   | Hameln – Bad Nenndorf – Wunstorf                                                                                  | DB             |
| 55    | Hannover, Marktstraße – Empelde – Everloh – Gehrden                                                               | Üstra          |
| 56    | Hannover, Marktstraße – Empelde – Everloh – Gehrden – Barsinghausen                                               | Üstra          |
| 564   | Hannover, Postbusbhf – Badenstedt – Lenthe – Everloh                                                              | DBP            |
| 57    | Hannover, Goetheplatz – Ahlem – Kirchwehren – Landringhausen                                                      | Üstra          |
| 572   | Hannover Hbf, Ernst-August-Platz – Ahlem – Letter – Seelze – Wunstorf                                             | DB             |
| 574   | Hannover, Postbusbhf – Ahlem – Everloh – Gehrden                                                                  | DBP            |
| 58    | Soltekamp – Davenstedt – Limmer                                                                                   | Üstra          |
| 60    | Langenhagen, Berliner Platz – Flughafen / Im Gehäge                                                               | Üstra          |
| 602   | Hannover Hbf, Ernst-August-Platz – Langenhagen – Mellendorf – Sprockhof – Soltau                                  | DB             |
| 609   | Hannover Hbf – Flughafen Langenhagen                                                                              | DB             |
| 61    | Langenhagen, Berliner Platz – Silbersee – Buchholz                                                                | Üstra          |
| 612   | Hannover Hbf, Ernst-August-Platz – Langenhagen – Isernhagen – Großburgwedel – Fuhrberg – Winsen                   | DB             |
| 62    | Hannover, Raschplatz – Buchholz – Isernhagen – Großburgwedel                                                      | Üstra          |
| 63    | Buchholz – Altwarmbüchen – Isernhagen – Großburgwedel                                                             | Üstra          |
| 634   | Hannover, Postbusbhf – Buchholz – Isernhagen – Großburgwedel – Burgdorf                                           | DBP            |
| 64    | Hannover, Raschplatz – Buchholz – Isernhagen – Burgdorf                                                           | Üstra          |
| 642   | Hannover Hbf, Ernst-August-Platz – Buchholz – Altwarmbüchen – Burgdorf – Ehlershausen – Sprakensehl               | DB             |
| 646   | Hannover, Postbusbhf – Buchholz – Isernhagen – Großburgwedel                                                      | VB             |
| 652   | Hannover Hbf, Ernst-August-Platz – Buchholz – Sievershausen – Peine – Gifhorn                                     | DB             |
| 69    | Burgdorf – Großburgwedel – Mellendorf – Brelingen                                                                 | Üstra          |
| 706   | Stadtverkehr Wunstorf, Saarstraße – Tulpenstraße                                                                  | StMB           |
| 736   | Wunstorf – Blumenau – Poggenhagen (Fliegerhorst)                                                                  | StMB           |
| 746   | Wunstorf – Blumenau – Luthe – Schloß Ricklingen – Horst                                                           | StMB           |
| 754   | Wunstorf – Groß Munzel – Barsinghausen                                                                            | DBP            |
| 764   | Wunstorf – Bokeloh – Sachsenhagen                                                                                 | DBP            |
| 772   | Wunstorf – Steinhude                                                                                              | DB             |
| 774   | Klein Heidorn – Steinhude – Sachsenhagen – Stadthagen                                                             | DBP            |
| 776   | Wunstorf – Steinhude – Bad Rehburg – Stolzenau                                                                    | StMB           |
| 804   | Stadtverkehr Neustadt a Rbge, Bahnhof – Ernst-Strohbach-Platz                                                     | DBP            |
| 814   | Stadtverkehr Neustadt a Rbge, Bahnhof – Höltystraße – Kali-Chemie                                                 | DBP            |
| 824   | Stadtverkehr Neustadt a Rbge, Bahnhof – Poggenhagen                                                               | DBP            |
| 834   | Neustadt a Rbge – Mardorf, Weißer Berg / Rehburg Stadt                                                            | DBP            |
| 844   | Neustadt a Rbge – Rethem (Aller)                                                                                  | DBP            |
| 854   | Neustadt a Rbge / Frielingen – Mandelsloh / Esperke                                                               | DBP            |
| 874   | Neustadt a Rbge – Wunstorf                                                                                        | DBP            |
| 906   | Stadtverkehr Burgdorf Bahnhof – Rubensplatz – Bahnhof                                                             | VB             |
| 916   | Stadtverkehr Burgdorf Bahnhof – Heeßel – Bahnhof                                                                  | VB             |
| 926   | Stadtverkehr Burgdorf Bahnhof – Stettiner Straße – Bahnhof                                                        | VB             |
| 936   | Burgdorf – Hänigsen – Werk Riedel – Uetze                                                                         | VB             |
| 937   | Burgdorf – Hänigsen/Hülptingsen – Uetze                                                                           | VB             |
| 946   | Burgdorf – Sievershausen – Hänigsen                                                                               | VB             |
| 954   | Dollbergen – Oelerse – Peine                                                                                      | DBP            |
| 956   | Schwüblingsen – Katensen/Sievershausen – Uetze                                                                    | VB             |
| 966   | Burgdorf – Lehrte                                                                                                 | VB             |
|       | kursiv: außerhalb des GVH                                                                                         |                |

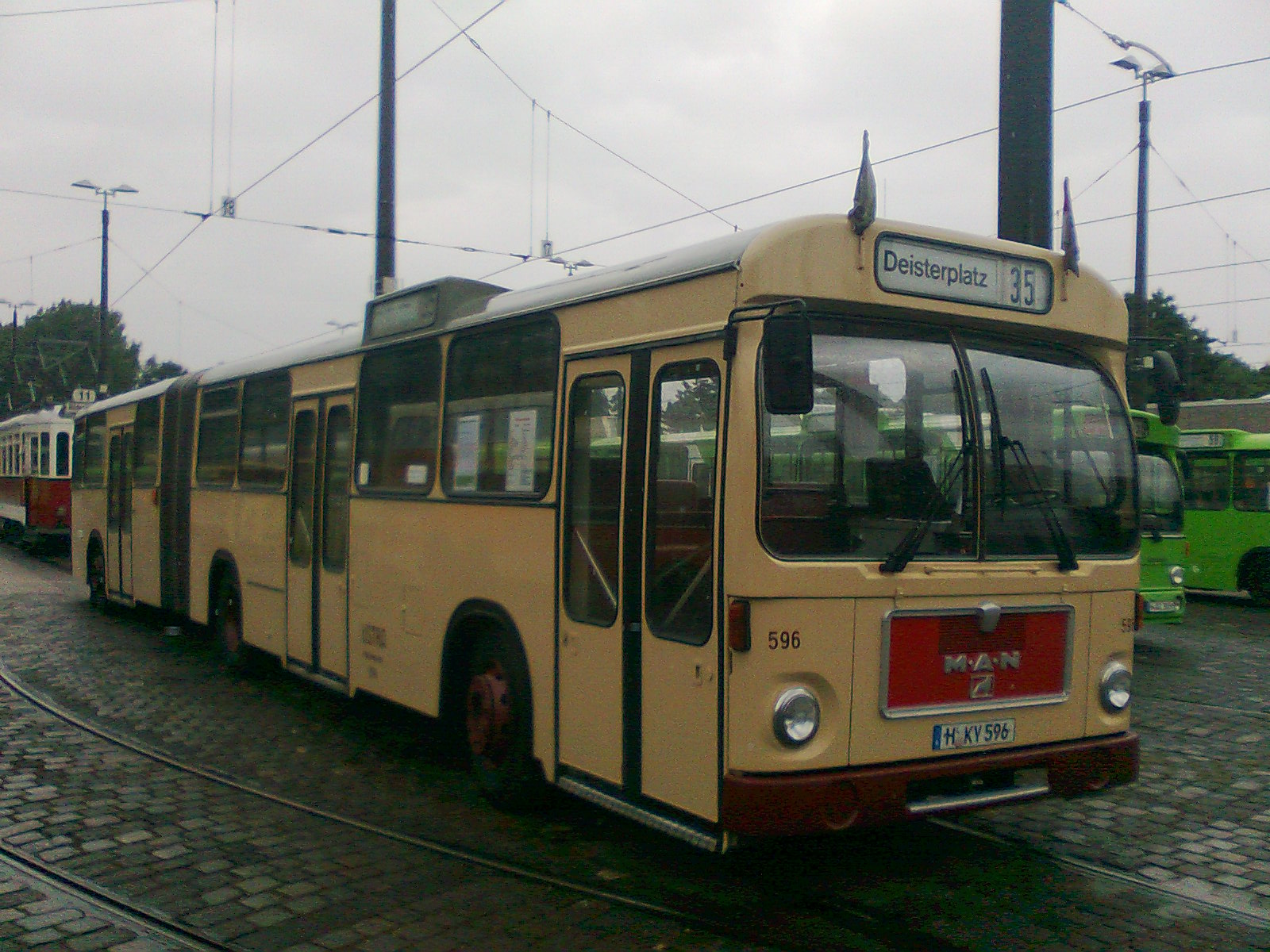
MAN Gelenkbus SG 192 von 1980

Im Zuge des Stadtbahnbaus wurde 1976 nordöstlich des Hauptbahnhofes ein Zentraler Omnibus-Bahnhof (ZOB) errichtet, an dem nunmehr alle Regionalbuslinien endeten. Bis dahin hatten Bahnbusse, Postbusse, Überlandlinien von ÜSTRA und privaten Betreibern verschiedene Endpunkte in der Innenstadt (Bahnbusse: Ernst-August-Platz, Postbusse: Raschplatz, am Ort des späteren ZOB). Bei Eröffnung neuer Stadtbahnlinien wurden die parallel verlaufenden Überlandlinien bis zu den Stadtbahn-Endpunkten gekürzt, so dass der ZOB mit jeder Stadtbahnerweiterung an Bedeutung verlor und schließlich 2014 aufgegeben wurde. Südwestlich davon wurde für den Fernbusverkehr ein neuer ZOB errichtet und 2014 in Betrieb genommen.
Im September 1996 führte die ÜSTRA ein neues Busliniennetz ein. Nach Untersuchungen einer Wirtschaftsberatungsfirma wurde die Zahl der Linien verringert, Linienverläufe den Benutzerwünschen angepasst (mehr Direktverbindungen) und Haltestellenabstände durch zusätzliche Haltestellen verringert. Auch wurden Überlandlinien an die regiobus abgegeben. Die Liniennummern wurden durchgängig dreistellig. Die innerstädtischen Linien bekamen eine 1 als erste Stelle, Ergänzungslinien eine 2. Die anderen Ziffern für die Regionalbereich wurden weitgehend beibehalten. In den folgenden Jahren gab es auch Anpassungen bei den Überlandlinien der regiobus. Auch hier wurde das Nummernsystem überarbeitet: Die erste Stelle der Liniennummer gab nach wie vor den Bereich an, Hauptlinien bekamen an der dritten Stelle eine 0, neu eingerichtete und beschleunigte RegioSprinter in die Stadt Hannover erhielten runde Hunderter-Nummern: 300, 500, 700.

## Tarif
Im Bereich der Region Hannover gilt der Tarif des Großraum-Verkehrs Hannover (GVH). Das Gebiet ist in drei ringförmige Tarifzonen eingeteilt: A (Stadtgebiet Hannover), B (an die Zone A direkt anschließender Ring) und C (äußerer Ring). Die Einzel-, Tages-, Monats- und Jahresfahrkarten werden je nach Zonennutzung mit dem Zusatz A, B, C, AB, BC oder ABC versehen. Kurzstreckenfahrkarten können auch zonenübergreifend genutzt werden. Die Fahrkarten können über eine App, an Automaten und in einigen Geschäften gekauft werden; Fahrkarten für Einzelfahrten in Geschäften jedoch nur als „Sammelfahrkarten“ (Sets zu 6 Fahrkarten).
Daneben bestehen auch Tarifregelungen für einige Verbindungen über die Grenzen der Region Hannover hinaus. Dies betrifft die umliegenden Landkreise: Landkreis Schaumburg (RE60, RE70, S1), Landkreis Nienburg (RE1, RE8, S2), Landkreis Heidekreis (RB38), Landkreis Celle (RE2, S6, S7), Landkreis Gifhorn (RE30), Landkreis Peine (RE60, RE70), Landkreis Hildesheim (RE2, RE10, RE50, RB77, RB79, S3, S4) und Landkreis Hameln-Pyrmont (RB77, S5, S51). Dort ist die Benutzung der S- und Regionalbahnen mit bestimmten GVH-Zeitkarten möglich, wofür die Zonenbezeichnungen D, E und F genutzt werden. Für Einzelfahrten in diese, aus diesen und innerhalb dieser Landkreise gelten keine GVH-Fahrkarten.
Vor der Tarifreform zum 1. Januar 2020 war das Gebiet der Region Hannover für Zeitkarten „Cards“ (Monats- und Wochenkarten) ringförmig in vier Tarifzonen eingeteilt: Hannover 1, Hannover 2, Umland, Region. Bei Fahrkarten mit einer Gültigkeitsdauer von nicht mehr als einem Tag „Tickets“ (EinzelTickets, SammelTickets, TagesEinzelTickets, TagesGruppenTickets) bildeten die Zonen Hannover 1 und 2 (zusammen das Stadtgebiet Hannover) bereits damals eine gemeinsame Zone, so dass es für „Tickets“ auch vor der Reform nur drei Tarifzonen in der Region Hannover gab.
„Gratis-fahr’n-Tag“: Am 30. November 2019 wurde der ÖPNV im gesamten Tarifgebiet versuchsweise entgeltfrei angeboten. Diese Aktion wurde am 26. November 2022 wiederholt.

## Leistungen
Insgesamt wurden im Großraum-Verkehr Hannover im Jahr 2012 195 Millionen Menschen befördert, 2006 waren es noch 160 Millionen Personen. Es gibt 1900 Haltestellen an sieben S-Bahn Linien, acht Regionalbahnlinien, zwölf Stadtbahnlinien und 170 Buslinien.

## Weitere Nahverkehrsoptionen
Den öffentlichen Nahverkehr in Hannover mit Bussen und Bahnen ergänzen Taxen, der Sammeltaxi-Betrieb MOIA und die Schiffe der ÜSTRA-Maschseeschifffahrt, für die die GVH-Tarife nicht gelten.

## Einschränkungen während der Corona-Pandemie
Während der COVID-19-Pandemie fuhren ab dem 16. März 2020 die Busse und Züge im GVH teilweise nicht wie im Jahresfahrplan angegeben. So fuhren die Stadtbahnen nach einem Sonderfahrplan, die Busse von regiobus gemäß Ferienplan und die S-Bahnen teilweise seltener und/oder auf verkürztem Fahrweg. Die durch die dünneren Takte und auch teilweise kürzeren Züge gesenkte Kapazität wurde vonseiten der Fahrgäste kritisiert. Ab dem 18. März 2020 setzte die Üstra auf manchen Linien wieder längere Züge ein, so auch auf der Linie 5, die bisher noch nie vollständig mit Langzügen betrieben worden war. Die Linie 1 wurde gebrochen, der Y-Verkehr der Linien 2 und 8 aufgehoben, wobei die Linie 8 zeitweise nur von Bothmerstraße bis Messe/Nord verkehrte. Die Busse fuhren nach Samstagsfahrplan.
Nach den ersten Schulöffnungen hat die ÜSTRA Anfang Mai das Angebot für ein paar Tage noch weiter reduziert. Der Betriebsschluss wurde dabei um etwa eineinhalb Stunden vorgezogen und das Sonntagsangebot deutlich reduziert.
Seit dem 11. Mai 2020 wurde wieder weitgehend nach dem Regelfahrplan gefahren. Planmäßige Schulverstärker und das Nachtangebot wurden allerdings noch nicht wieder gefahren, das wurde erst ab dem 3. bzw. 5. Juni wieder angeboten.